# Personaggi di The Seven Deadly Sins - Nanatsu no taizai

Questa è una lista dei personaggi di The Seven Deadly Sins - Nanatsu no taizai, manga scritto e disegnato da Nakaba Suzuki e pubblicato sulle pagine di Weekly Shōnen Magazine. Gli stessi compaiono anche nelle serie televisive anime e in tutti i media derivati. 

Da sinistra: Ban, Gowther, Merlin, Meliodas, Elizabeth, Diane, King, Hawk e Escanor nell'anime

## Personaggi principali
Meliodas (メリオダス?, Meriodasu)
Doppiato da: Yūki Kaji (ed. giapponese), Alessandro Vanni serie TV, Alessio Puccio film (ed. italiana)
Il proprietario della taverna Boar Hat (豚の帽子亭?, Buta no bōshi-tei), nonché capo dei Seven Deadly Sins, il quale rappresenta il peccato d'ira col simbolo del drago tatuato sul braccio. È ispirato all'omonimo sovrano del Ciclo Bretone. Ha l'aspetto fisico di un ragazzino, ma in realtà è un demone di migliaia di anni, figlio del re del Clan dei Demoni e un tempo capo dei Dieci Comandamenti. Possiede una forza sovrumana e all'inizio non brandiva mai armi vere e proprie per evitare di uccidere qualcuno. Nella prima parte del manga la sua arma è una lama spezzata la cui elsa in realtà è una delle chiavi per spezzare il sigillo della prigione dei demoni che tremila anni prima furono sigillati dalle dee e dagli altri quattro clan. Il suo potere Contrattacco gli permette di respingere qualsiasi attacco speciale nemico e usarlo contro gli stessi moltiplicando la potenza dell'attacco. È molto schietto ed estroverso; non prova mai paura e non mostra le proprie debolezze. Ha un forte senso di giustizia e lealtà. È un pervertito con l'abitudine di palpare Elizabeth, approfittando in ogni momento della sua ingenuità e permissivismo. In passato si innamorò di un'altra donna di nome Liz, che morì sotto i suoi occhi per mano di Fraudrin. In realtà, si scoprirà più tardi, che è vittima di una maledizione della Regina del Clan delle Dee e del Re dei Demoni, per essersi innamorato di una dea e aver tradito il suo Clan, che lo resero immortale e lo costrinsero a incontrare e innamorarsi in eterno di varie reincarnazioni della sua amata Elizabeth, la quale morirà sempre tre giorni dopo aver ricordato le sue vite passate. Prima di incontrare la dea Elizabeth, la sua personalità era estremamente più cupa, essendo venerato come il demone più crudele. Torna ad essere così quando attiva il marchio demoniaco, solitamente in uno stato di ira incontrollabile. La sua colpa da espiare, legata al peccato d'ira, è quella di aver distrutto e ucciso gli abitanti del regno di Danafal, risucchiato dalla sua ira dopo l'ennesima morte di Elizabeth davanti ai suoi occhi. Dopo che Elizabeth inizia a riguadagnare i suoi ricordi come dea, Meliodas decide di diventare il nuovo re dei demoni per rompere le loro maledizioni. Scioglie i Sins ed entra in un'alleanza con Zeldris dopo aver promesso di usare il suo status per liberare la sua amata Gelda. Nonostante riesca a diventare il nuovo vassallo del Re dei Demoni, prima di riuscire a costringerlo a uscire dal suo corpo, Meliodas libera lui ed Elizabeth dalle loro maledizioni. Ma la vittoria è di breve durata poiché il Re dei Demoni possiede Zeldris e ripristina la maledizione di Elizabeth, causando la battaglia finale tra lui e i Sins. Dopo aver ucciso suo padre, Meliodas sacrifica i suoi poteri da Re dei Demoni per distruggere completamente i comandamenti e impedire al padre di rinascere. Nell'epilogo della serie, Melodias sposa Elizabeth e diventa il sovrano di Lyonesse con Tristan come figlio. Possiede il Tesoro Sacro Lostvayne, una spada che gli permette di creare fino a cinque copie di se stesso, più deboli dell'originale. Donatogli dal re, dopo averlo venduto ad un banco dei pegni a Camelot per aprire la sua locanda, gli viene restituito da Merlin anni più tardi.
Elizabeth Lyonesse (エリザベス・リオネス?, Erizabesu Rionesu)
Doppiata da: Sora Amamiya (ed. giapponese), Sabine Cerullo serie TV, Monica Volpe film (ed. italiana)
La terza ed ultima figlia del re di Lyonesse, la quale fugge dal castello reale in cerca dei Seven Deadly Sins in seguito al colpo di Stato effettuato dai Cavalieri Sacri. È una ragazza gentile, premurosa e educata, ma anche ingenua e maldestra. In realtà non è la figlia del re, bensì inconsapevolmente l'"Apostolo delle Dee". Quando attiva il suo potere, sul suo occhio appare un simbolo celtico e una potente energia cura tutte le ferite dei suoi alleati e riesce ad usare Arca che è un potere che solo le Dee e i Celesti possono usare. Il suo sangue inoltre può aprire uno dei sigilli della prigione dei demoni. Più tardi si scopre che è la reincarnazione di Liz, nonché una delle 107 reincarnazioni della dea Elizabeth incontrate da Meliodas nel corso della sua vita, a causa della maledizione della Regina delle Dee e dal Re dei Demoni. Dopo aver completamente risvegliato il proprio potere, ha dimostrato di potere eguagliare e superare Ludociel, uno dei Quattro Arcangeli. È in grado di guarire migliaia di persone istantaneamente anche da ferite mortali e senza che se ne accorgano; ha inoltre una forte abilità di persuasione e può rievocare le ali della sua prima incarnazione per volare, nonostante sia umana. Elizabeth alla fine riacquista il pieno ricordo delle sue precedenti incarnazioni e il suo pieno potere viene liberato, facendo in modo la sua maledizione la ucciderà entro tre giorni. Ciò costringe Meliodas a fare un tentativo di acquisire il potere di suo padre per rompere la maledizione di Elizabeth, con Merlin che ripristina brevemente la maledizione in segreto come mezzo per costringere Meliodas a uccidere suo padre.
Hawk (ホーク?, Hōku)
Doppiato da: Misaki Kuno (ed. giapponese), Elena Liberati serie TV, Monica Bertolotti film (ed. italiana)
Un maialino rosa parlante che viaggia insieme a Meliodas e che gli fa da spazzino nella sua taverna divorando ogni avanzo lasciato dalla clientela, particolarmente affezionato a Elizabeth. È irritabile e irascibile, ma anche orgoglioso ed egocentrico, dichiarando spesso di essere incredibilmente forte, ma venendo terrorizzato quando un nemico attacca e invocando l'aiuto della madre; tiene molto ai suoi amici. Si sacrifica per bloccare un attacco fatale di Hendrickson diretto a Meliodas, ma tuttavia, poco dopo, torna misteriosamente in vita. Oltre a Meliodas, va particolarmente d'accordo con Ban e Merlin. In effetti, quest'ultima lo equipaggia con un occhio del potere di Balor che gli consente di rilevare le relative capacità di combattimento di chiunque veda. Durante il suo addestramento scopre che mangiando altre creature, ottiene i loro poteri fino a quando non li digerisce. È in realtà inconsapevolmente una creatura del Purgatorio inviata dal Re dei Demoni per tenere d’occhio Meliodas. Il suo stesso occhio è la chiave per entrare nel Purgatorio.

## Seven Deadly Sins
I Seven Deadly Sins (七つの大罪?, Nanatsu no Taizai) erano l'ordine più forte e più crudele dei Cavalieri Sacri del regno, formato da brutali criminali che hanno tatuati animali sui loro corpi. Ognuno dei sette aveva il più alto rango tra i cavalieri, il Diamante. Furono considerati traditori della Britannia in seguito all' accusa di aver tramato per rovesciare il regno. Sembra che nessuno dei Sins faccia parte della stessa razza.
Diane (ディアンヌ?, Diannu)
Doppiata da: Aoi Yūki (ed. giapponese), Elena Perino serie TV, Lucrezia Marricchi film (ed. italiana)
Una dei pochi superstiti del Clan dei Giganti, fisicamente è la più forte dei Seven Deadly Sins dopo Escanor; rappresenta il peccato d'invidia col simbolo della serpe, tatuato sulla coscia. In quanto gigante, possiede un forte legame con la terra, infatti il suo potere Creazione le permette di manipolare la terra in qualsiasi modo possibile. È socievole, altruista, solare e coraggiosa, ma anche emotiva e fragile; occasionalmente può avere degli scatti d'ira, generalmente causati dalla gelosia. È inizialmente innamorata di Meliodas e quindi gelosa di Elizabeth, per via dell'affetto che Meliodas prova per lei, finisce invece per diventarne molto amica. Da piccola incontrò King con cui visse per centinaia di anni, ma dopo che il ragazzo partì, la sua memoria le venne cancellata dallo stesso e si dimenticò di lui. In seguito ritornò a Megadoza, la città dei giganti, dove venne allenata a usare i suoi poteri. Dopo aver recuperato i suoi ricordi, farà luce anche sui suoi veri sentimenti, capendo di ricambiare l'amore di King.
La sua colpa da espiare, legata all'invidia, è l'accusa di aver ucciso l'amica Matrona, della quale era gelosa. Diane è in realtà innocente, poiché l'amica venne in realtà uccisa da un gruppo di cavalieri di Lyonesse, che volevano abbattere un gigante per trarne fama e gloria. Venne condannata a morte, ma fu salvata da Meliodas. Matrona è in realtà ancora viva, e abita con uno dei barbari che Diane salvò nel bel mezzo di una battaglia. Diane ritornerà da lei dopo aver perso nuovamente la memoria a causa di un incantesimo di Gowther.
Dopo aver superato la prova di Drole, dimostrando di essere in grado di fuggire se serve e non solo di combattere fino alla morte (rivelandosi ideale come futura regina dei giganti, in quanto in grado di garantire la loro sopravvivenza), ottiene il potere Danza di Drole, che le permette di incrementare considerevolmente le sue caratteristiche fisiche e magiche.
Possiede il Tesoro Sacro Gideon, un gigantesco martello da guerra. Lo perde prima dell'inizio della serie ed in seguito lo recupera.
Ban (バン?)
Doppiato da: Tatsuhisa Suzuki (ed. giapponese), Massimo Aresu serie TV, Manuel Meli film (ed. italiana)
Un tempo noto come Ban il bandito, considerato il migliore amico di Meliodas, è un uomo albino che tra i Seven Deadly Sins rappresenta il peccato d'avarizia col simbolo della volpe, tatuato sull'addome. È molto energico, ha spesso reazioni esagerate e agisce d'istinto facendo ciò che vuole; tende a utilizzare un tono musicale mentre parla, abitudine acquisita dopo avere conosciuto Zhivago. Odia i Demoni per quanto accaduto a Elaine, di cui è innamorato. Tiene molto ai suoi amici. Dopo aver bevuto dalla Fonte della giovinezza, è diventato immortale e ha ottenuto capacità rigenerative eccezionali. L'immortalità di Ban gli permette di guarire da qualsiasi ferita, non importa quanto essa sia massiccia o fatale. Inoltre, l'immortalità di Ban sembra anche renderlo immune agli effetti di veleni e affaticamento; tutti questi tratti gli hanno valso il soprannome di "Ban il non morto". Il suo potere Furto gli permette di rubare qualsiasi oggetto in possesso dei suoi avversari tra cui la forza fisica, ma la quantità di potere che può sottrarre non è infinita, in quanto il corpo stesso di Ban deve essere in grado di sopportarne l'intensità. Era innamorato di Elaine, la guardiana della fonte e principessa delle fate, che morì durante l'attacco di un demone, sacrificandosi per salvare Ban. Dopo averla rincontrata nella Necropoli, cercherà in tutti i modi di riportarla in vita, iniziando un viaggio insieme a Jericho e King che lo allontanerà dai suoi compagni. Durante la Nuova Guerra Santa, dopo essere tornato dal Purgatorio con le emozioni di Melodias, Ban ha usato la sua esperienza lì acquisita per trasferire la sua immortalità in Elaine per salvarle la vita. Pur avendo perso l'immortalità e tutti i vantaggi concessi da essa, Ban mantiene uno stile di combattimento estremamente spregiudicato, in quanto il suo potere e la sua forza dopo secoli trascorsi nel Purgatorio sono aumentati vertiginosamente, al punto da consentirgli di resistere senza alcuno sforzo ad una tempesta mortale provocata dal Re dei Demoni nel corpo di Meliodas e di combattere poi quasi alla pari contro quest'ultimo a mani nude, senza nemmeno ricorrere al suo potere Furto. È un ottimo cuoco e porta una cicatrice, infertagli da Meliodas, lungo la parte sinistra del collo.
Può anche liberarsi dai sigilli divini.
La sua colpa da espiare, legata all'avarizia, è l'accusa di aver ucciso Elaine con lo scopo di appropriarsi della Fonte della giovinezza.
Il suo tesoro sacro, Courechouse, è un bastone divisibile in quattro sezioni che concentra il potere di Ban e aumenta considerevolmente il suo raggio d'azione, è stato ironicamente rubato (molto probabilmente confiscato, come afferma che era durante il suo arresto a Baste) da lui negli ultimi dieci anni ed è stato creduto perso fino allo scontro finale contro il Re dei Demoni, dove viene rivelato che Merlin lo aveva recuperato. Unito alla straordinaria forza acquisita nel Purgatorio, Ban è in grado di colpire qualsiasi bersaglio voglia anche da distanze notevoli senza alcuno sforzo.
King (キング?, Kingu)
Doppiato da: Jun Fukuyama (ed. giapponese), George Castiglia serie TV, Stefano Broccoletti film (ed. italiana)
Il membro del gruppo che rappresenta il peccato d'accidia col simbolo dell'orso, tatuato sulla caviglia, e il cui vero nome è Harlequin. È il fratello maggiore di Elaine, nonché il re del Clan delle Fate; in quanto tale è in grado di volare e di cambiare occasionalmente il suo aspetto, che normalmente è simile a quello di un ragazzino, con quello di un uomo molto grasso. Si emoziona facilmente e fatica ad ammettere i propri sentimenti. Il suo potere Disastro gli permette di cambiare lo stato naturale delle cose, ad esempio trasformando graffi lievi in ferite gravi, ingigantendo piccoli tumori e mutando una tossina in una pericolosissima sostanza velenosa. Inizialmente si dimostra ostile nei confronti di Ban, convinto che questi sia l'assassino della sorella. Dopo aver scoperto la verità sull'accaduto, capisce di aver commesso un errore e accetta di unirsi al gruppo di Meliodas. È da sempre innamorato di Diane, che gli aveva salvato la vita e con la quale ha trascorso circa 500 anni. Lui stesso le cancellò la memoria per non farla soffrire, dopo aver saputo di essere stato condannato a mille anni di prigione. Si batte con il suo Tesoro Sacro, la Lancia dello Spirito Chastiefol, una devastante arma il cui potere deriva dall'Albero Sacro della sua terra natia e di cui possiede le misteriose proprietà. Usando il suo potere Disastro riesce a cambiarle forma e ad evocare le sue 10 forme, tra cui un cuscino che può fungere da scudo, diverse forme di lance (una delle quali può trasformare un nemico in pietra), un enorme fiore germogliato dalla terra che proietta un enorme raggio di energia, e persino un grande orso di peluche. Tuttavia, nonostante le sue impressionanti abilità magiche, King è di gran lunga il meno fisicamente capace dei suoi compagni, essendo sconfitto con facilità quando costretto a fare affidamento unicamente sulla sua forza fisica.
La sua colpa da espiare, legata all'accidia, è quella di aver abbandonato il suo regno durante lo sterminio delle fate da parte degli umani e, in seguito, di aver ignorato lo sterminio degli umani da parte dell'amico Helbram. Anche nel suo caso, la colpa non è direttamente sua, ma di un uomo che lo aveva gettato in un fiume, facendogli perdere la memoria e allontanandolo dal regno per un lungo periodo.
Gowther (ゴウセル?, Gouseru)
Doppiato da: Yūhei Takagi (ed. giapponese), Danny Francucci serie TV, Niccolò Guidi film (ed. italiana)
Efebico membro del gruppo che rappresenta il peccato di lussuria col simbolo dell'Ariete, tatuato sul petto. È in realtà una bambola costruita tremila anni prima da un potentissimo mago chiamato anch'esso Gowther, che fu costruita per permettergli di comunicare con il mondo esterno. Il suo creatore gli diede l'aspetto della donna che amava, Glariza, ma lo rese un maschio per non esserne attratto. Poco prima della sua morte, il mago rese la sua bambola viva e le donò un cuore; in quanto tale, la bambola risulta essere immortale e non sembra possedere sentimenti. Nessuno aveva mai visto il suo vero aspetto, poiché si trovava sempre all'interno di un'armatura costruita da Merlin appositamente per lui. Gowther tenta in tutti i modi di capire il complesso animo umano, arrivando a modificare i ricordi delle persone per i suoi esperimenti. Il suo potere Invasione gli permette di entrare nella mente degli avversari, comunicare telepaticamente con loro, leggere e modificare i ricordi delle persone e indurre incubi. Inoltre gli permette di creare illusioni e ricordi alla vittima abbastanza potenti da ingannarli, manipolarli e immobilizzarli. Come bambola, Gowther ha mostrato un alto livello di resistenza agli attacchi, quelli che si dimostrerebbero fatali per un normale essere umano. La sua colpa da espiare, legata alla lussuria, è l'accusa di aver violentato e ucciso Nadja, la sorella minore di re Bartra. In realtà Gowther e Nadja si amavano profondamente e la ragazza gli aveva tenuto nascosto una malattia mortale che la stava uccidendo. La morte di Nadja era sfortunatamente avvenuta proprio mentre era a letto con Gowther. I due amanti erano poi stati trovati insieme a letto in un bagno di sangue, dopo che Gowther aveva cercato di strapparsi il cuore per salvare Nadja. Gowther accettò la colpa privandosi del suo cuore magico per rendersi privo di emozioni e non sentire più il dolore della perdita di Nadja. Solo grazie all'aiuto di King e Diane, Gowther inizia ad accettare le sue emozioni, permettendogli di essere più socievole e di usare tutto il suo potere senza problemi.
Utilizza il Tesoro Sacro Harlit, un doppio arco fatto di luce che migliora notevolmente la diffusione e la portata del suo potere. Come Hawk, Gowther è dotato di un Occhio del Potere di Balor che gli consente di rilevare l'abilità complessiva di combattimento di chiunque si trovi nelle sue vicinanze.
Merlin (マーリン?, Mārin)
Doppiata da: Maaya Sakamoto (ed. giapponese), Raffaella Castelli serie TV, Eva Padoan film (ed. italiana)
Una procace e attraente maga che rappresenta il peccato di Gola col simbolo del cinghiale, tatuato sul collo. È una delle maghe più potenti di tutta Britannia e nei dieci anni in cui è stata separata dai suoi compagni si è rifugiata a Camelot dove ha protetto il giovane re Arthur, al quale è molto affezionata. Il suo potere Infinito le permette di far durare per sempre i suoi incantesimi, finché lei non li spezza, indipendentemente da quanta potenza magica sarebbe normalmente richiesta per farlo. Grazie a ciò è riuscita a congelare l'incantesimo che ferma il suo tempo, per questo è immortale. Merlin ha la padronanza su un vasto repertorio di incantesimi, la maggior parte dei quali sembrano essere più utilitaristici e di supporto piuttosto che direttamente offensivi. I suoi poteri magici sono vasti e comprendono abilità come il volo e la telecinesi. Può anche creare due tipi di barriere magiche: una simile a una bolla che può coprire un'intera città, e una tecnica dei demoni chiamata Perfect Cube, che racchiude e intrappola una piccola area in una barriera cubica che è insensibile a qualsiasi attacco. È anche capace di fronteggiare nemici più potenti di lei con relativa felicità grazie alla sua magia ed è persino in grado, se il nemico non ha un punto debole, di crearlo a sua volta lanciando un incantesimo che individua la magia cui il bersaglio è più vulnerabile per poi generare un attacco di quell'elemento che si ripete di continuo diventando più forte ad ogni colpo, ed essendo Merlin dotata dell'Infinito, gli attacchi si susseguono da soli fino alla morte del nemico senza che lei debba fare altro. Il suo tesoro sacro è una sfera di cristallo chiamata Aldan, che può richiamare in qualsiasi momento. Lei e Meliodas si conoscono da molto tempo e sembrano essere in parecchia confidenza, essendo stati i primi due membri dei Seven Deadly Sins. Si scopre inoltre che fu lei a far perdere i sensi a Meliodas dieci anni prima con lo scopo di rubargli la sua "vera forza". Era infatti consapevole che se scatenata, l'ira del suo capitano avrebbe potuto spazzare via il regno e che quindi era meglio sigillarla. Cede quel potere ai Druidi e quando i Dieci Comandamenti vengono liberati, decide di restituirla.
Merlin ha in realtà circa tremila anni, ed è la figlia di un mago proveniente dalla città di Belialuin, che si era dichiarata neutrale durante il conflitto tra Demoni e Dee. La sua colpa legata al peccato di gola è proprio riguardante questa vicenda. Essendo dotata del rarissimo potere Infinito, sia il Re dei Demoni che la Dea Suprema cercarono di portare la giovane maga dalla loro parte. Merlin, affamata di potere, disse loro che sarebbe passata dalla parte di chi le avrebbe fatto il dono migliore, ricevendo delle benedizioni da entrambi: il Re dei Demoni le donò la conoscenza delle arti oscure e segrete del Mondo dei Demoni e la protezione dai lavaggi del cervello e dalle tecniche di possessione delle dee, mentre la Dea Suprema le concesse l'invulnerabilità a ogni tipo di magia, incluse le maledizioni e i comandamenti. Tuttavia non si schierò con nessuno dei due e così entrambi i leader decisero di maledire la città di Belialuin, uccidendo tutti i suoi abitanti. Era in passato innamorata di Meliodas: ha creato con la magia il suo attuale aspetto e la sua immortalità proprio per poter attrarre il demone e restare al suo fianco, infatti il suo vero aspetto è quello di una bambina, in quanto fermò il suo tempo quando era ancora piccola. Subisce un'ustione permanente baciando Escanor morente, decidendo di non guarirla come testimonianza della sua esistenza. Viene successivamente rivelato che il suo vero obbiettivo è resuscitare Chaos, nel tentativo di colmare il vuoto esistenziale lasciato dall'amore non corrisposto per Meliodas.
Escanor (エスカノール?, Esukanōru)
Doppiato da: Tomukazu Sugita (ed. giapponese), Valerio Sacco serie TV, Andrea Ward film (ed. italiana)
Il membro del gruppo che rappresenta il peccato di superbia col simbolo del leone, tatuato sulla schiena. Siccome il suo potere Sunshine si risveglia solo durante le ore diurne, di giorno è il più potente dei Seven Deadly Sins raggiungendo l'apice quando il sole tocca l'estrema altezza a mezzogiorno, mentre di notte diventa il più debole dei sette. Eccelle sia in potenza fisica sia in quella magica tanto da prevalere su Estarossa, il secondo membro più potente dei Dieci Comandamenti. Il suo aspetto, così come la sua personalità, cambiano drasticamente da giorno a notte. Durante la notte, infatti, si mostra come uomo esile dal carattere educato, timoroso e sottomesso, mentre durante il giorno diventa un uomo alto e muscoloso, dal carattere vanitoso e arrogante. Quando è mezzogiorno esatto, per un singolo minuto si trasforma in colui che Merlin definisce "L'Unico" ovvero la rappresentazione invincibile del potere stesso, infatti con un semplice colpo inferto riesce a prevalere su Meliodas, quando la parte demoniaca prende il sopravvento su di lui. Tale potere era in origine una delle Grazie della Dea Suprema (la massima espressione del potere della luce) ai Quattro Arcangeli; Sunshine era la Grazia appartenuta all'Arcangelo Mael, ucciso da Estarossa nella guerra sacra di 3000 anni fa. Dopo la sua morte, il suo potere si è reincarnato in Escanor. Dopo lo scioglimento del gruppo, Escanor aprì una taverna segreta tra le montagne dove rimase fino a quando Ban lo trovò per caso. Escanor raggiunse i Deadly Sins poco dopo e morì all'indomani della battaglia finale del gruppo contro il Re dei Demoni.
È innamorato di Merlin, l'unica persona a non essersi mostrata spaventata dal suo potere e alla quale dedica continuamente poesie, inoltre anche a mezzanotte Escanor riesce ad assumere per qualche secondo la sua forma diurna in tutto e per tutto, talmente è grande l'amore e la motivazione datagli dalla maga. Si scoprirà essere un principe cacciato ed esiliato dal suo regno per via della sua forza sovrumana e mostruosa. Il suo potere, il Sunshine, si scoprirà in seguito essersi reincarnato in Escanor non perché Mael è stato ucciso da Estarossa, in quanto Mael ed Estarossa sono la stessa persona. Infatti, Gowther ha manipolato i ricordi di Mael e di tutti coloro che lo avevano incontrato per trasformarlo in Estarossa, assassino di Mael. Ciò ha indotto il Clan delle Dee a sigillare i demoni per 3000 anni e la Grazia del Sunshine si è reincarnata in Escanor perché Estarossa aveva ricevuto il Comandamento dell'Amore, ma, dato che una Grazia e un Comandamento non possono coesistere, la Grazia si è reincarnata nel peccato d'orgoglio del leone. Escanor possiede come tesoro sacro l'ascia divina Rhitta, la quale ha il potere di accumulare il calore sprigionato dal corpo di Escanor per poi rilasciarlo nel momento in cui viene utilizzata per colpire. I suoi unici punti deboli, sono:
1) Quando cala la notte può essere ucciso con estrema facilità, portandolo dunque a uno stato di estrema vulnerabilità.
2) Può essere sconfitto (con più difficoltà ovviamente rispetto a sera) il giorno se il suo livello di potere non ha raggiunto quello dell'avversario, dunque la crescita di potere non sarebbe in tali casi abbastanza veloce.
3) Alle 11:59 il suo potere arriva a 114.000, dunque per sconfiggere un avversario più forte sarebbe costretto ad aspettare le 12:00.
4) Quando l'effetto de "L'Unico" si esaurisce, Escanor è in grado di usare una versione potenziata chiamata "L'Unico Finale", tuttavia usando questo potere, Escanor sacrifica la sua stessa vita, e infatti, dopo averlo usato, il corpo di Escanor si dissolve in cenere.
Muore consumato dal suo stesso potere dopo la battaglia finale contro il Re dei Demoni, nel momento della morte, Merlin lo bacia per dirgli addio, provocandosi un'ustione intorno alla bocca, che a suo dire non guarirà mai con la magia proprio in ricordo dell'uomo che l'ha amata.

## Regno di Lyonesse
Principale ambientazione della serie, difeso dai Cavalieri Sacri (聖騎士?, Seikishi), i più potenti cavalieri della Britannia, in grado di eguagliare l'esercito di un intero paese in forza. Qualche tempo prima dell'inizio della serie, essi orchestrarono un colpo di Stato e catturarono il re di Lyonesse e le sue figlie tranne Elizabeth che partì alla ricerca dei Seven Deadly Sins. Il regno, ora sotto il controllo dei Cavalieri, cadde in uno stato di angoscia in quanto i cittadini delle città e dei villaggi che circondavano il regno furono ridotti in schiavitù o reclutati con la forza per unirsi allo sforzo bellico: gli uomini vennero addestrati come soldati, mentre donne e bambini furono costretti ad accumulare cibo, così come gli anziani costretti a costruire le mura del castello. Dopo la sconfitta di Hendrickson e la scomparsa di Dreyfus, Re Bartra perdona la maggior parte di loro, dal momento che punirli non avrebbe annullato i danni da loro causati.

### Famiglia reale di Lyonesse
Bartra Lyonesse (バルトラ・リオネス?, Barutora Rionesu)
Doppiato da: Rintaro Nishi (ed. giapponese), Toni Orlandi serie TV, Fabio Gervasi film  (ed. italiana)
Il re di Lyonesse e il padre adottivo di Elizabeth, tenuto prigioniero dai Cavalieri Sacri dopo il colpo di Stato. Possiede un potere noto come Visione, che gli permette di vedere nel futuro, cosa che gli ha permesso di venire a conoscenza della futura Guerra Sacra. Dopo la sconfitta di Hendrickson, perdona i Cavalieri Sacri poiché sapeva che erano stati manipolati e che aveva ancora bisogno della loro forza per combattere la Guerra Sacra imminente.
Margaret Lyonesse (マーガレット・リオネス?, Māgaretto Rionesu)
Doppiata da: Nana Mizuki (ed. giapponese), Valeria Vidali (ed. italiana)
La prima figlia del re di Lyonesse, nonché sorella adottiva di Elizabeth. Innamorata di Gilthunder è da lui ricambiata. Rispetto a Veronica è una ragazza gentile e posata. Successivamente verrà posseduta dall'arcangelo Ludociel, a causa delle sue abilità magiche latenti, per l'imminente guerra contro il clan dei demoni.
Veronica Lyonesse (ベロニカ・リオネス?, Beronika Rionesu)
Doppiata da: Hisako Kanemoto (ed. giapponese), Fabiola Bittarello (ed. italiana)
La seconda figlia del re di Lyonesse, nonché sorella adottiva di Elizabeth. Viene spesso descritta come un vero maschiaccio. Dopo un attacco dei Cavalieri Sacri non è più in grado di camminare senza sostegni. Viene sempre accompagnata da Griamore, figlio di Dreyfus, il quale è innamorato di lei.
Nadja Lyonesse
Sorella minore di Barta. È innamorata di Gother dei sette peccati capitali, il quale ricambia. Morta prematuramente per una malattia allora incurabile.

### Cavalieri Sacri
Gilthunder (ギルサンダー?, Girusandā)
Doppiato da: Mamoru Miyano (ed. giapponese), Marco De Risi (ed. italiana)
Un Cavaliere Sacro il cui potere lo rende in grado di manipolare tuoni e fulmini. È il figlio dell'ex Gran Cavaliere Sacro Zaratras, il quale rimase ucciso durante la presunta rivolta dei Seven Deadly Sins. È un amico d'infanzia di Elizabeth e di Meliodas, ed è innamorato da sempre della principessa Margaret, per la quale fa di tutto pur di proteggerla. Quando era più giovane, ammirava i Seven deadly sins e voleva essere proprio come loro, ma dopo aver creduto che i Seven Deadly Sins fossero i responsabili della morte del padre, decise di vendicarsi, diventando un uomo senza emozioni a cui non importa a chi fa del male. In realtà è vittima di una maledizione inflittagli da una dei discepoli di Merlin, ma riesce comunque ad avere abbastanza padronanza di sé da far capire a Meliodas di essere manipolato. Verrà liberato da Meliodas e passerà dalla parte dei protagonisti, combattendo al loro fianco contro i Dieci Comandamenti e il Clan dei Demoni. Viene poi rapito da Vivian nelle rovine celesti con quest'ultima che, malgrado la maledizione di Merlin che la rende impotente contro Gilthunder, lo tiene prigioniero convinta che riuscirà a farlo innamorare, finché Ludociel nel corpo di Margaret giunge lì e lo salva uccidendo Vivian. Alla fine dello scontro col Re dei Demoni, Gilthunder e Margaret rifiutano il trono di Lyonesse, in quanto non si sentono adatti alla vita da sovrani e decidono di fare un viaggio insieme per tutta la Britannia prima di tornare in città.
Howzer (ハウザー?, Hauzā)
Doppiato da: Ryōhei Kimura (ed. giapponese), Mauro Gravina (ed. italiana)
Un subordinato di Dreyfus e partner di Gilthunder che con il suo potere è in grado di manipolare il vento per creare tornadi e cicloni. Nonostante sia impulsivo e sicuro di sé, crede molto nell'onore dei Cavalieri Sacri e ammira fortemente Dreyfus. Dopo aver assistito a molte crudeltà da parte dei suoi compagni e dopo aver visto Diane proteggere il fratello di Guila, si schiera con i Seven Deadly Sins, proteggendo Diane da Dreyfus. Dopo essere stato battuto da lei al torneo di Vaizel, si innamora di Diane, creando così per un certo periodo una rivalità con King. Diventerà il nuovo Gran Cavaliere Sacro di Lyonesse, in sostituzione di Gilthunder. Durante gli eventi del sequel, Howzer incontra suo nipote Donny e il gruppo di Percival e affida con riluttanza l'impugnatura del drago a Percival dopo averla forgiata in una vera spada.
Freesia (フリージア?, Furījia)
Doppiata da: Megumi Han (ed. giapponese), Valentina Stredini (ed. italiana)
Un cavaliere sacro appartenente alle Weird Fangs con la capacità di manipolare gli insetti. Aiutò a catturare Ban. Come gli altri Cavalieri Sacri, a Fresia non interessa chi fa male finché uccide il nemico. Si allea con Ruin per sconfiggere i Sette Peccati, ma quando il piano di Ruin fallisce,  viene sconfitta da Diane. Dopo una lunga assenza, si scopre che lei e Ruin si sono nascosti, solo per essere trovati da persone che servono i Demoni per paura. Dopo aver visto Fraudrin consumare l'anima di Ruin, è bloccata e lasciata alla mercé del demone.
Golgius (ゴルギウス?, Gorugiusu)
Doppiato da: Chō (ed. giapponese), Roberto Fidecaro (ed. italiana)
Un cavaliere sacro appartenente ai Weird Fangs di stanza alla prigione di Baste, aiutò nella cattura di Ban. Golgius tende ad essere un vigliacco e usa trucchi come la sua capacità di diventare trasparente per sfuggire al nemico o ucciderlo. Golgius è stato colui che ha costretto il dottor Dana ad avvelenare Meliodas mentre lo stava guarendo. Golgius fu poi sconfitto da Meliodas e scappò. Alla fine rimase ferito e incappò nel Boar Hat. Dopo essere stato ricoverato in salute, Hawk ha riconosciuto il suo odore, ma Elizabeth ammette di non nutrire rancore verso di lui e lo incoraggia a intraprendere un cammino virtuoso. Golgius se ne va poco dopo, non sentendosi degno di stare accanto ad una persona piena di bontà come Elizabeth.
Ruin (ルイン?)
Doppiato da Atsushi Ono (ed. giapponese), Luciano Palermi 1ª stagione (ed. italiana)
Un cavaliere sacro appartenente ai Weird Fangs di stanza alla prigione di Baste; ha abilità illusionistiche e ipnotiche, la cui fonte è la campana del suo bastone, così come la capacità di indurire il suo corpo. Di tutti i suoi compagni, Ruin si è dimostrato il più crudele, come dimostrato quando picchiò Elizabeth e sembrava divertirsi. Viene sconfitto da Meliodas. Anche se apparentemente uccisi dopo lo scontro con i Sette Peccati, Ruin e Friesia si nascondono, per poi essere trovati da Fraudrin che consuma le loro anime prima che siano in grado di reagire.
Jude (ジュド?, Judo)
Doppiato da: Nobuyuki Hiyama (ed. giapponese)
Un cavaliere sacro appartenente ai Weird Fangs di stanza alla prigione di Baste. Ha torturato Ban senza pietà mentre lo teneva in prigione. Si ritiene che sia stato ucciso da Ban quando è fuggito. Le sue abilità sono sconosciute.
Jericho (ジェリコ?, Jeriko)
Doppiata da: Marina Inoue (ed. giapponese), Beatrice Margiotti (ed. italiana)
Un'apprendista Cavaliere Sacro al servizio dei Weird Fangs che viene sconfitta da Ban durante la sua evasione dalla prigione di Baste. In seguito diventa un Cavaliere Sacro della Nuova Generazione e combatte spesso al fianco di Guila. È profondamente gelosa del fratello Gustaf, che l'ha sempre presa in giro perché donna. Dopo che Hendrickson fa in modo che il sangue del demone nel suo corpo vada fuori controllo e si trasformi in un mostro, viene salvata da Ban, che ruba l'organo che la rende un demone. Dopo aver sconfitto i Cavalieri Sacri, s'innamora di Ban, pur conoscendo i suoi veri sentimenti, e decide di partire con lui alla ricerca di Elaine. Dopo la morte del fratello, scopre che anche lei ha poteri magici legati al ghiaccio; perché erediterà il suo potere e decide di portare avanti la volontà di suo fratello.
Guila (ギーラ?, Gīra)
Doppiata da: Mariya Ise (ed. giapponese), Francesca Rinaldi (ed. italiana)
Uno dei Cavalieri Sacri della Nuova Generazione che si imbatte nei Seven Deadly Sins mentre questi cercano di entrare nella Capitale dei Morti. È una spadaccina di grande abilità che, grazie al suo potere, può anche creare esplosioni. Guila era una volta una debole apprendista cavaliere sacro, fino a quando non bevve il sangue demoniaco offertogli da Hendrickson, che aumentò notevolmente il suo potere e la corruppe. È in realtà mossa dal dovere dopo la morte del padre Dale, anch'egli un Cavaliere Sacro, e dal desiderio di proteggere il fratellino Zeal. Diventa per un periodo l'amante di Gowther, che le altera i ricordi per far sì che lei si innamori di lui. Diventa in seguito la guardia del corpo di Veronica.
Griamore (グリアモール?, Guriamōru)
Doppiato da: Takahiro Sakurai (ed. giapponese), Nanni Venditti (ed. italiana)
La guardia del corpo di Veronica e il figlio di Dreyfus. Sebbene sia spietato, mostra assoluta lealtà e cura nei confronti di Veronica e non può permettersi di deluderla, avendo iniziato a servirla in giovane età ed era disposto ad andare contro i Cavalieri Sacri per proteggerla. Quando Veronica viene apparentemente ferita a morte, gli ordina di proteggere Elizabeth. In seguito Griamore portò il corpo di Veronica nel suo posto preferito per seppellirla come richiesto da Elizabeth. Torna per salvare Elizabeth da Hendrickson, combattendo al fianco di suo padre. Possiede un potere chiamato Muro, che gli consente di formare barriere sferiche e difensive, che non possono essere influenzate dalla magia ordinaria o dagli attacchi fisici. Accompagna suo cugino Gilthunder e Howzer nella loro ricerca di risposte, solo per essere salvato da Hendrickson quando sono stati attaccati dai Demoni Grigi. Durante l'allenamento con i Druidi, in qualche modo regredisce all'età di un bambino, tornando alla sua età normale dopo essere stato "baciato dalla persona che ama", ovvero Veronica. Al termine della guerra santa, lui e Veronica si mettono ufficialmente insieme.
Helbram (ヘルブラム?, Heruburamu)
Doppiato da: Ryōtarō Okiayu (come Aldrich) e Hiroshi Kamiya (vero corpo) (ed. giapponese), Guido Sagliocca (come Aldrich) e Simone Veltroni (vero corpo) (ed. italiana)
Secondo in comando di Hendrickson. All'inizio è apparso come un umano, ma viene poi rivelato che è in realtà una fata ed era uno dei migliori amici di King. Era una fata gentile e fiduciosa, si godeva la compagnia degli umani e si interessava alle loro culture e filosofie. Tuttavia, dopo aver visto gli umani strappare le ali dei suoi amici e successivamente ucciderli, è impazzito, sviluppando un'immensa misantropia, uccidendo gli umani per cinquecento anni. King fu costretto a ucciderlo, ma poiché i cadaveri delle fate non marciscono, il suo corpo finì nel mercato nero finché non fu acquistato e fatto rivivere da Hendrickson. Viene ucciso ancora una volta da King, dicendogli che l'elmo che porta sempre doveva essere un regalo per lui. Viene riportato in vita una seconda volta da Hendrickson, questa volta come uno zombi senza cervello con le sue abilità diminuite. Riacquista un po' 'di coscienza e implora il suo amico di ucciderlo. Mentre all'inizio King esita a uccidere il suo amico per la terza volta, Helbram urla contro di lui che non sono più amici, costringendo King a distruggere il suo corpo. Il suo spirito abita ancora nel suo elmo e occasionalmente parla con King. In una missione dei peccati in un villaggio infestato, gli spiriti infuriati degli umani prendono il controllo del corpo di Diane facendole attaccare i suoi amici e se stessa. Helbram confessa che quelle sono le anime degli umani che ha ucciso quando era con i cavalieri sacri, così si sacrifica facendo distruggere l'elmo dove risiede il suo spirito da Diane in modo da placare gli spiriti. Oltre ai suoi poteri di fata, Helbram poteva anche usare un'abilità chiamata Link, che gli permetteva di usare i poteri di altri che si erano alleati con lui, essendo in grado di combinare attacchi e trasferire il danno ai suoi alleati.
Gustaf (グスタフ?, Gusutafu)
Doppiato da Makoto Furukawa (ed. giapponese), Daniele De Lisi (ed. italiana)
Il fratello maggiore di Jericho, che lavorava sotto Helbram e può usare una magia che gli permette di controllare il ghiaccio. Lui e Jericho non erano in buoni rapporti da quando lui le disse che non sarebbe mai potuta diventare un cavaliere come lui, ma si scoprì che il motivo era perché era preoccupato per lei. Quando Jericho si trasformò in un demone, pregò Ban di salvare sua sorella. Alla fine viene ucciso nella battaglia contro i Dieci Comandamenti usando la sua forza rimanente per proteggere sua sorella.
Vivian (ビビアン?, Bibian)
Doppiata da: Minako Kotobuki (ed. giapponese), Patrizia Bracaglia (ed. italiana)
Un'enigmatica cavaliere sacro che un tempo serviva direttamente sotto Hendrickson e che era l'apprendista di Merlin. Vivian è considerata la più grande maga del regno di Lyonesse. Lei è stata ossessionata da Gilthunder per un tempo molto lungo. Espulsa dal regno per i suoi crimini, si traveste da un mago di nome Gilfrost e rapì Gilthunder quando stavano combattendo contro Fraudrin e Grayroad. Viene rivelato che Merlin le ha messo un anello maledetto che le dà i lividi ogni volta che usa la sua magia su Gilthunder e la ucciderà una volta che copriranno tutto il suo corpo. Merlin ha anche dato a Gilthunder una parola segreta che la rende completamente asservita a lui. Tuttavia, viene presto uccisa da Ludociel, nel corpo di Margaret, che sceglie volentieri di lasciarsi possedere per poter recuperare Gilthunder. Viene salvata in extremis da Dreyfus, il quale riesce a farla guarire in quanto decise di non lasciarla morire malgrado il male da lei commesso, attirandosi involontariamente però l'amore ossessivo della ragazza, la quale si lascia alle spalle l'ossessione per Gilthunder sostituendolo con quello per Dreyfus, affermando che sia molto meglio ricevere amore anziché darlo.
Slader (スレイダー?, Sureidā)
Doppiato da: Shinichiro Miki (ed. giapponese), Roberto Certomà (ed. italiana)
Il capo del gruppo dei Cavalieri Sacri chiamati i Ruggiti dell'Alba, fedelissimo a re Barta, che lo salvò da un gruppo di selvaggi quando era un bambino. Porta sempre una maschera di metallo sul volto e diventa un fedele collaboratore di Merlin dopo che questi salva la vita del re, tanto da chiamarla "Sorella Maggiore". La sua abilità è "Overpower", che gli permette di congelare momentaneamente un nemico sul posto attraverso l'intimidazione
Simon (サイモン?, Saimon)
Doppiato da: Ryōsuke Kanemoto (ed. giapponese), Alessandro Campaiola (ed. italiana)
Un giovane Cavaliere Sacro membro dei Ruggiti dell'Alba.
Dreyfus (ドレファス?, Dorefasu)
Doppiato da: Katsuyuki Konishi (ed. giapponese), Raffaele Palmieri (ed. italiana)
L'attuale Gran Cavaliere Sacro che, insieme ad Hendrickson, governa il regno dopo il colpo di Stato. È in realtà lui ad aver ucciso il fratello Zaratras insieme a Hendrickson, facendo ricadere la colpa sui Seven Deadly Sins, essendo geloso di suo fratello. Nonostante tutto, ama profondamente suo figlio Griamore e crede che il piano di Hendrickson di far rivivere il Clan dei Demoni sia folle. Quando è influenzato dalla magia di Gowther, viene mostrato che prova rimorsi per aver tradito suo fratello. Finisce per ammettere il suo crimine e accetta una tregua temporanea con i peccati per fermare Hendrickson. Sfortunatamente, non è in grado di sconfiggere il suo ex amico e rivale, ed è apparentemente ucciso dall'abilità Acid Down di Hendrickson, mentre suo figlio Griamore guarda impotente. Possiede il potere Break, che è in grado di distruggere le tecniche dell'avversario e ha un grande potenziale distruttivo. Viene rivelato che il suo corpo era controllato dal demone Fraudrin, che ha usato lui e Hendrickson per far rivivere completamente il Clan dei Demoni. È finalmente liberato dagli sforzi congiunti di Hendrickson e Zaratras. Come effetto della possessione di Fraudrin, eredita il suo potere Full Size, che gli consente di ingigantirsi. Dreyfus ritiene che Fraudrin gli abbia lasciato consapevolmente tale potere per proteggere Griamore.
Hendrickson (ヘンドリクセン?, Hendorikusen)
Doppiato da: Yūya Uchida (ed. giapponese), Stefano Brusa (ed. italiana)
L'altro Gran Cavaliere Sacro che, insieme a Dreyfus, governa il regno di Lyonesse dopo il colpo di Stato. È colui che ha dato vita alla nuova generazione di Cavalieri Sacri. Viene manipolato dai demoni e Fraudrin entra nel suo corpo con lo scopo di liberare i Dieci Comandamenti. Tuttavia, verrà sconfitto da Meliodas, e, dopo essere tornato in sé, diventerà alleato dei protagonisti. Possiede il potere Acido, che deteriora il corpo dell'avversario una volta che lo colpisce, a meno che non venga sconfitto o dissipato da una forte magia. Hendrickson sa anche usare delle tecniche proibite tra i Druidi, come l'asservimento dei morti, che può far rivivere chiunque dalla morte per servirlo, tuttavia, questa tecnica funziona solo due volte, poiché ogni volta che una persona viene rianimata, le sue abilità sono indebolite, come così come la seconda volta trasformerà i morti in una persona senza mente, e il Blood Awaken, che può causare il sangue del demone dei Cavalieri della Nuova Generazione a sfuggire al controllo, mutandoli in Demoni ibridi.
Zaratras (ザラトラス?, Zaratorasu)
Doppiato da: Rikiya Koyama (ed. giapponese), Edoardo Nordio (ed. italiana)
Era il Grande Cavaliere Sacro del regno e il più forte dei Cavalieri Sacri prima della sua morte, dieci anni prima dell'inizio della serie. È il padre di Gilthunder, il fratello di Dreyfus e lo zio di Griamore. Hendrickson rivelò che lui e Dreyfus erano fratellastri (stesso padre, ma diverse madri) ed entrambi appartenevano ai Druidi, con il potere di Purge, che gli permettevano di distruggere qualsiasi anima malvagia. Nonostante il suo potere e rango, è piuttosto eccentrico. La ragione del suo omicidio viene finalmente rivelata come la macchinazione di Fraudrin, prendendo il controllo del corpo di Dreyfus e mettendo Hendrickson sotto il suo incantesimo, e successivamente incastrando di ciò i Sette Peccati Capitali. Rianimato temporaneamente dopo che i dieci comandamenti conquistano la Britannia, dal momento che era arrabbiato con se stesso per non aver realizzato che Dreyfus e Hendrickson erano controllati dai demoni. Mostrò a Elizabeth e Hawk ricordi di come lui e il re Baltra incontrarono per la prima volta Meliodas. Usando tutto il suo potere rimanente, rimuove Fraudrin dal corpo di Dreyfus, e prima di scomparire definitivamente, dice a Dreyfus e Hendrickson di smettere di incolpare se stessi per la sua morte.
Denzel Lyonesse (デンゼル・リオネス?, Denzeru Rionesu)
Doppiato da: Rintaro Nishi (ed. giapponese), Gaetano Lizzio (ed. italiana)
Il capo del gruppo dei Cavalieri Sacri chiamato Pleiadi del Cielo Azzurro e fratello minore del re Baltra Lyonesse. Possiede l'abilità Judgment, che usa la colpevolezza dell'opponente di uccidere le persone a seconda di quanti si sono imbattuti e "giudicarli". Nel disperato tentativo di combattere i Dieci Comandamenti, lascia che la Dea Nerobasta possieda il suo corpo, tragicamente, la Dea non vuole aiutarlo e entrambi vengono uccisi da una furiosa Derrierie.
Deathpierce
Dogedo
Waillo
Arden
Deldry
Hugo
Jillian
Weinheidt
Marmas
Twigo

## Clan dei Demoni
Il Clan dei demoni (魔神族?, Majin-zoku) è una tribù di esseri malvagi che furono sigillati 3000 anni prima dell'inizio della serie dagli sforzi combinati delle razze dei giganti, delle fate, delle dee e degli umani, tra cui alcuni di questi demoni sigillati come i demoni grigi, ma furono rilasciati da Hendrickson e Dreyfus (che era posseduto dal demone Fraudrin) usando parte del sangue di Elizabeth. Hanno più cuori, arrivando a sette nei demoni di rango maggiore. Sono generalmente più forti delle altre razze e aumentano considerevolmente il proprio potere di notte: possono volare, guarire da qualsiasi ferita che non riguardi i propri cuori, manipolare l'oscurità dandole diverse forme, usandola sia per attaccare sia per difendersi. Possono estrarre le anime dai corpi viventi in diversi modi e, mangiandole, acquisiscono nuovo potere magico e i ricordi delle anime stesse.
Re dei Demoni (魔神王?, Majin-ō)
Doppiato da: Tesshō Genda, Yasuyuki Kase (nel corpo di Meliodas), Kazuhiko Inoue (nel corpo di Zeldris) (ed. giapponese)
L'essere divino che regna sull'Inferno e su tutto il Clan dei Demoni, il demone più forte mai esistito, la massima rappresentazione di tutto ciò che è oscuro e malvagio, il suo potere è perfino infinite volte superiore al potere immenso dei demoni grigi. Ha l'aspetto di un gargantuesco uomo anziano con folta barba, con corazza e mantello neri e una spada gigantesca. Poiché il suo potere era troppo grande perché potesse manifestarsi sul piano terreno, lo divise in due metà e una delle due metà la divise a sua volta in dieci parti che conferì ad altrettanti guerrieri suoi sottoposti che divennero i Dieci Comandamenti. Fu relegato nel Purgatorio dopo la fine della guerra sacra e ora fa la guardia all'unico passaggio che consente di uscire dal Purgatorio al mondo terreno. Nemico naturale della Dea Suprema, l'unica volta in cui lo si vede collaborare con l'altra divinità è quando castigano insieme Meliodas ed Elizabeth ponendo la loro maledizione sui due amanti trasgressori. È il padre di Meliodas e Zeldris e ambisce a fare del primogenito il suo successore al solo scopo di impossessarsi del suo corpo e liberarsi dal Purgatorio. Durante la Nuova Guerra Sacra, il re riesce a possedere Meliodas quando assorbe i comandanti e impegna suo figlio in una battaglia metafisica mentre combatte i suoi compagni e ferisce mortalmente Zeldris. Cacciato da Meliodas, lo spirito del re riesce a prendere il controllo del corpo di Zeldris con l'aiuto di Cusack prima di ingaggiare nuovamente battaglia contro i Sins. Viene infine esorcizzato da Zeldris, costringendo l'entità a creare un corpo dalla campagna circostante prima che Meliodas distrugga suo padre per sempre.
Il suo potere è suo omonimo Re dei Demoni, detto anche Il Dominatore e sembra che gli permetta di comandare a suo piacimento qualsiasi magia e i suoi effetti. In realtà, la vera natura del suo potere è Inversione: tutti gli attacchi e gli effetti negativi che gli vengono rivoltati contro vengono trasformati in cure e potenziamenti. Può attivare il suo potere a piacimento, evitando di subire danni da effettive cure

### Dieci comandamenti
I Dieci comandamenti (十戒?, Jikkai) sono dieci demoni incredibilmente potenti selezionati personalmente dal Re dei Demoni e guidati da Meliodas, prima che si innamorasse di Elizabeth e causasse la Guerra Santa. Ognuno dei dieci comandamenti può attuare una maledizione che gioca sulla virtù che rappresentano. In seguito è stato spiegato che il Re dei Demoni aveva diviso metà del suo potere in dieci parti da dare a dieci subordinati fidati e queste parti erano i Dieci Comandamenti. Se una persona consolidasse tutti e dieci i comandamenti all'interno di un corpo, otterrebbe un potere alla pari del Re dei Demoni, che è così potente che non può nemmeno esistere in Britannia senza distruggerla. Tuttavia si può ottenere un comandamento solo se gli viene dato volontariamente, o uccidendo l'utilizzatore.
Zeldris (ゼルドリス?, Zerudoris)
Doppiato da: Yūki Kaji (ed. giapponese), Gianluca Crisafi (ed. italiana)
Il fratello minore di Meliodas, figlio del re dei Demoni e capo dei Dieci Comandamenti. È considerato il più potente dei Dieci Comandamenti, tanto che la sua forza veniva paragonata a quella della Dea Suprema, poiché il Re dei Demoni gli donò una parte della sua forza. Tuttavia, proprio perché entrambi i leader sono allo stesso livello, Zeldris non è pari a nessuno dei due. Grazie a questo suo potere, può annullare qualsiasi attacco magico a lui diretto. Inoltre possiede il potere noto come Nebulosa Infausta, che gli permette di creare un vortice oscuro in grado di risucchiare con una potenza attrattiva incredibile qualsiasi essere vivente al suo centro. Rappresenta il comandamento della pietà: chiunque scappi e gli volti le spalle diventa ciecamente fedele a lui e al re dei Demoni che rappresenta. Tuttavia egli stesso pare provare rancore verso il padre, per averlo costretto a uccidere la sua amata Gelda, dopo la rivolta del Clan dei Vampiri, di cui la ragazza faceva parte. Prova inoltre un profondo risentimento per Meliodas, che un tempo ammirava, per il suo abbandono del Clan dei Demoni, e desidera prendere il trono del Re dei Demoni per se stesso anche contro i desideri di suo padre. Tuttavia, Meliodas rivela a Zeldris che Gelda è viva e riesce a convincerlo a seguire i suoi ordini per rompere la sua maledizione. Insieme a Cusack e Chandler affronta la forza d'assalto composta da Merlin, Escanor e Ludociel. Dopo che Meliodas ha assorbito tutti i comandamenti e si risveglia, Zeldris scopre che era tutto un piano orchestrato da suo padre per prendere possesso del corpo di Meliodas. Alla fine Zeldris aiuta i Sins a sconfiggere il re dei demoni venendo però gravemente ferito. Verrà salvato da Cusack che per salvarlo gli farà assimilare i comandamenti diventando così il nuovo recipiente del Re dei Demoni. Fortunatamente, i Sins riescono a liberare Zeldris mentre lui e Gelda si congedano dopo la distruzione del Re dei Demoni.
Estarossa (エスタロッサ?, Esutarossa) / Mael (マエル?, Maeru)
Doppiato da: Hiroki Tōchi (ed. giapponese), Davide Albano (ed. italiana)
Altro fratello minore di Meliodas e figlio del re dei Demoni, considerato il secondo più forte dei Dieci Comandamenti, dopo Zeldris. L'immagine segnaletica di Meliodas all'inizio della serie sembra richiamare di più il suo viso. Possiede lo stesso potere di Meliodas, Contrattacco, ma il suo potere vale per gli attacchi fisici differentemente dal potere del fratello che invece viene attivato dagli attacchi magici. Rappresenta il comandamento dell'amore: se qualcuno alla sua presenza prova odio perde la capacità di attaccare chiunque. Da giovane sembra essere stato innamorato della dea Elizabeth, provando per questo motivo una forte gelosia nei confronti di Meliodas e sviluppando un forte complesso di inferiorità.
Si scoprirà infine che la vera identità di Estarossa non è quella del figlio del Re dei Demoni, ma è egli stesso l'Arcangelo Mael, del quale i ricordi vennero modificati dal demone Gowther, così come i ricordi degli abitanti di tutta la Britannia, che hanno creduto per oltre tremila anni che Mael fosse stato ucciso da Estarossa.
Monspeet (モンスピート?, Monsupīto)
Doppiato da: Kenjirō Tsuda (ed. giapponese), Alberto Caneva (ed. italiana)
Un demone che combatte da sempre in compagnia di Derrieri (della quale è probabilmente innamorato), rappresenta il comandamento della reticenza: chiunque esprima sentimenti e/o emozioni nascoste perderà la propria voce. Monspeet è un gentiluomo e odia le persone maleducate. Agisce come un accompagnatore di Derieri, essendo sempre al suo fianco e soddisfacendo i suoi bisogni. Il suo potere Trick Star gli consente di scambiare le posizioni di due oggetti e possiede un’eccellente abilità con le Fiamme Infernali. Allo scoppio della nuova guerra sacra decide insieme a Derrieri di non prendervi parte ma i due vengono trovati da Estarossa intenzionato a prendere i loro comandamenti. Durante lo scontro Monspeet si sacrifica per proteggere Derrieri venendo ucciso da Estarossa.
Derrieri (デリエリ?, Derrierri)
Doppiata da: Ayahi Takagaki (ed. giapponese), Deborah Ciccorelli (ed. italiana)
Un demone molto potente, che rappresenta il comandamento della purezza: chiunque compia azioni impure sarà colpita dalla malattia. Il suo potere, Combo Stellare, le permette di aumentare la forza dei suoi colpi di 200000 libre, ma solo se consecutivi. Ha un comportamento rilassato e disinvolto. Di solito è calma e non sembra essere scioccata da molti eventi, esprimendo pigrizia e noia per la maggior parte del tempo. Tremila anni prima sua sorella venne catturata, insieme ad altri demoni, dai Quattro Arcangeli e uccisa a tradimento davanti ai suoi occhi. Per questo motivo prova un forte odio per loro e per il Clan delle Dee. Lavora da sempre in coppia con Monspeet, nonostante non sembri essere a conoscenza dei suoi veri sentimenti per lei. Derrieri tuttavia prova una forte fiducia verso Elizabeth, dalla quale si rifugerà dopo la morte di Monspeet da parte di Estarossa. Sarà uccisa da Mael che distruggerà il suo ultimo cuore mentre tentava di salvare quest'ultimo. Dopo che Mael viene salvato dai comandamenti usa un incantesimo per permettere alle anime di Oslo e Derrierie di conservare i loro ricordi delle loro vite precedenti nella loro prossima reincarnazione.
Gloxinia (グロキシニア?, Gurokishinia)
Doppiato da: Yūsuke Kobayashi (ed. giapponese), Niccolò Guidi (ed. italiana)
Era conosciuto come il primo re del Clan delle Fate ed era grande amico di Drole e Meliodas. Rappresenta il comandamento del riposo: chiunque combatta senza tregua avrà la sua magia sigillata. Un tempo combatteva contro i demoni insieme a Drole e si unì ai Comandamenti dopo aver ucciso l'uomo che amava sua sorella Gerheade. Lui e Drole vennero scelti come sostituti di due demoni uccisi da Meliodas, Aranak e Zeno. Essendo stato anche lui re delle fate, possiede lo stesso potere di King, Disastro. In battaglia utilizza la Lancia dello Spirito Basquias, che solitamente usa come appoggio dato che una delle sue forme, ovvero l'Emerald Octo, prende l'aspetto di giganteschi tentacoli verdi. Prima dello scoppio della nuova guerra sacra decide insieme a Drole di lasciare i comandamenti capendo gli errori commessi in passato. Verrà ucciso insieme a Drole da Chandler per permettere ai peccati di fuggire dal demone.
Drole (ドロール?, Dorōru)
Doppiato da: Daisuke Ono (ed. giapponese), Sacha Pilara (ed. italiana)
Era conosciuto come il primo re del Clan dei Giganti ed era grande amico di Gloxinia e di Meliodas. Rappresenta il comandamento della pazienza: chiunque mostri intolleranza al dolore sarà inflitto con ulteriore dolore. È molto diverso dagli altri giganti: ha un’altezza superiore alla media del suo clan, possiede quattro braccia e la sua pelle è colore blu zaffiro; in più il suo potere, Ground, sempre legato alla terra, sembra essere più potente della tipica abilità dei giganti chiamata Creazione. Inoltre possiede l’Occhio Malvagio, il quale gli permette di decifrare i cuori delle persone leggendone la mente. Per questo è privo di un occhio. Un tempo combatteva contro i demoni insieme a Gloxinia, si unì ai Comandamenti dopo essere stato sconfitto da Zeldris, che lo aveva costretto a unirsi a lui in cambio di avere salva la vita. Lui e Gloxinia vennero scelti come sostituti di due demoni uccisi da Meliodas, Aranak e Zeno. Prima dello scoppio della nuova guerra sacra decide insieme a Gloxinia di lasciare i comandamenti capendo gli errori commessi in passato. Verrà ucciso insieme a Gloxinia da Chandler per permettere ai peccati di fuggire dal demone.
Melascula (メラスキュラ?, Merasukyura)
Doppiata da: M.A.O (ed. giapponese), Emanuela Ionica (ed. italiana)
Un demone di sesso femminile abilissimo nel manipolare i morti e i moribondi. Il suo potere, Hell Gate, le permette di aprire portali per vari scopi, come ad esempio invocare demoni di rango inferiore. Ciò le dona grandissime abilità di evocazione, e sembra anche darle la capacità di manipolare lo spazio, essendo stata in grado di creare una distorsione dimensionale per impedire a chiunque di raggiungere Camelot e di corrompere la porta che conduce al Regno Celeste, la casa del Clan delle Dee, trasformandola in un canale per il Mondo dei Demoni. Resuscita Elaine e l'ex cavaliere sacro Zaratras insieme a molte altre persone traendo forza dai loro sentimenti negativi usando l’incantesimo chiamato “Risveglio delle Anime Rancorose”, anche se non riesce ad avere pieno controllo su di lei. A causa di Ban perde sei dei suoi cuori. Verrà sconfitta dai sette peccati capitali e privata del suo miasma da Elizabeth per essere infine catturata da Merlin. Si rivelerà a questo punto essere un semplice serpente che aveva passato centinaia di anni in mezzo al miasma dei Demoni. Rappresenta il comandamento della fede: a lei o a chiunque altro rinneghi la propria fede in una cosa o persona gli occhi finiranno per bruciare.
In "Four Knights of Apocalypse" diventerà una serva del Caos e userà i suoi nuovi poteri per riportare in vita Galand.
Galand (ガラン?, Garan)
Doppiato da: Hiroshi Iwasaki  (ed. giapponese), Luciano Palermi (ed. italiana)
Un demone che lavora in coppia con Melascula e dall'aspetto piuttosto bizzarro: difatti sembra indossare sempre un'armatura, ma in realtà è il suo corpo stesso. Il suo potere, Critical Over, gli permette di aumentare al limite la sua forza bruta. Viene tuttavia sconfitto facilmente da Escanor. Rappresenta il comandamento della verità: chi dice una menzogna in sua presenza, si trasforma per sempre in una statua di pietra; stessa sorte tocca a lui se dice una bugia o si rimangia la parola data (come effettivamente succede contro Escanor). Ancora pietrificato dopo lo scontro con Escanor verrà ucciso da Estarossa dopo che quest'ultimo decide di impossessarsi dei comandamenti per se stesso.
In "Four Knights of Apocalypse" viene riportato in vita da Melascula con il potere del Caos.
Fraudrin (フラウドリン?, Furaudorin)
Doppiato da: Katsuyuki Konishi (ed. giapponese), Marco Fumarola (ed. italiana)
Un mostruoso demone il cui potere Full Size gli permette di ingigantirsi. Inoltre è in grado di usare una tecnica che gli consente di possedere le persone. Riesce infatti a entrare nei corpi di Hendrickson e Dreyfus. Si tratta anche lui di un sostituto, dopo la morte del demone Gowther. Zaratras e Hendrickson alla fine lo espellono dal corpo di Dreyfus, ma prima che possa ucciderli, viene affrontato da un Meliodas tornato in vita. Quando viene sconfitto, tenta di autodistruggersi per sterminare la popolazione di Lyonesse, ma Griamore si aggrappa a lui e utilizza la sua abilità magica per erigere una barriera che li separi dagli altri, tentando disperatamente di salvare tutti contenendo l'esplosione e supplicando Fraudrin di non farlo. Fraudrin si rende allora conto che in tutti gli anni trascorsi a fingere di essere un padre amorevole per non farsi scoprire, in realtà avesse finito per affezionarsi realmente a Griamore e decide di rinunciare a farsi esplodere, per poi riconoscere le proprie colpe e l'amore paterno che prova per Griamore e chiede a Meliodas di ucciderlo, cosa che quest'ultimo eseguirà all'istante con un solo pugno. Anche se in verità non è mai stato un vero comandamento, dato che il Re dei Demoni non gliene ha mai assegnato uno, tecnicamente rappresenta il comandamento dell'altruismo che aveva il mago Gowther: se qualcuno desidera avere per sé qualcosa che non gli appartiene, perde ogni memoria di sé stesso e sentimento. Tale comandamento è sempre stato in possesso di Zeldris, non avendo mai trovato un rimpiazzo sufficientemente forte e fidato cui affidarlo.
Grayroad (グレイロード?, Gureirōdo)
Doppiata da: Kōji Yusa (ed. giapponese), Luca Graziani (ed. italiana)
L’esemplare più potente della sua razza e risultato di una mutazione sconosciuta. È una femmina evolutasi da un demone senza sesso ed è la "forma regina" della sua specie. Ha la capacità di covare uova in grado di trasformare chiunque in un demone. Il suo potere, Curse, le permette di colpire i nemici con malattie o fatture che non ricorrono alla violenza e quindi non infrangono il suo comandamento, ovvero quello del pacifismo: a chiunque uccida un essere vivente in sua presenza vengono sottratti gli anni da vivere che gli restavano e muore di vecchiaia precoce. Viene sconfitto da Merlin per poi essere catturato da quest'ultima per i suoi esperimenti e il suo comandamento viene sottratto da Meliodas.
Gowther (ゴウセル?, Gouseru)
Doppiato da: Keiji Fujiwara (ed. giapponese), Marco De Risi (ed. italiana)
Un demone stregone e il mentore di Merlin, che fu costretto a portare il frammento dell'anima del Re dei Demoni che rappresentava l'altruismo e successivamente incarcerato per cinque secoli in quanto si rifiutò di combattere per il Re dei Demoni. Prima della sua prigionia, ha creato una bambola a somiglianza della sua amante Glariza per osservare il mondo esterno fino a quando non ha usato la Guerra Sacra per orchestrare la sua fuga con l'intento di porre fine al conflitto attraverso un rituale per alterare l'identità dell'Arcangelo Mael in Estarossa, selezionandolo in quanto assassino di Glariza. Ma la grande richiesta di energia magica necessaria per il successo del rituale uccide Gowther, trasmettendo il suo comandamento e il suo nome alla sua creazione che si unisce ai Sette peccati capitali tre millenni dopo.
Calmadios
Aranak
Zeno

### Demoni di alto rango
Chandler (チャンドラー?, Chandorā)
Doppiato da: Shinshū Fuji (ed. giapponese), Luca Graziani (ed. italiana)
Un demone estremamente potente e di alta classe e l'ex maestro di Meliodas. Appare generalmente come un uomo anziano, con capelli verdi leggermente lunghi e appuntiti e barba, con un segno di demone sul lato destro della faccia. È estremamente abile nella magia, essendo in grado di usare incantesimi complessi come la Cancellazione Assoluta contro il Cubo Perfetto di Merlin per annullarlo. È anche in grado di utilizzare Contrattacco, come Meliodas, essendo stato colui che glielo ha insegnato. Si preoccupa profondamente per Meliodas, fino all'ossessione. È disposto a fare qualsiasi cosa per proteggere e servire il suo ex studente. Rifiuta di credere che Meliodas abbia tradito il clan dei demoni, credendo invece che Elizabeth lo abbia ingannato e lo stia ancora facendo. Rifiuta di riconoscere qualcun altro come il prossimo re dei demoni. Quando è infuriato, rivela la sua vera forma; perde il suo aspetto debole, diventando immensamente muscoloso. I suoi capelli e gli occhi diventano neri, mentre il suo marchio demoniaco copre quasi metà della sua faccia e gli spuntano ali di drago sulla sua schiena. In questa forma, è così potente che persino i Seven Deadly Sins potenziati hanno problemi a combatterlo e quasi perdono, costringendoli a ritirarsi. Anche nella sua forma normale, può usare "True Night" che offusca la luce del giorno e costringe persino Escanor a tornare alla sua debole forma. Viene in seguito rivelato che lui e Cusack erano originariamente un unico essere, il Demone Originale. Dopo la sconfitta del Demone ad opera di Mael, la fusione si scioglie, e Chandler viene ucciso da Cusack.
Cusack (キューザック?, Kyūzakku)
Doppiato da: Jōji Nakata (ed. giapponese), Fabrizio Picconi (ed. italiana)
Un demone estremamente potente e di alta classe e il maestro di Zeldris. Appare generalmente un uomo relativamente giovane, con lunghi baffi, di cui è molto orgoglioso, considerandoli i migliori del regno dei demoni. Nella sua vera forma demoniaca, le sue braccia crescono molto più a lungo fino al punto in cui riesce a tenere facilmente le sue due spade in una mano. I suoi capelli diventano bianchi e gli spuntano ali di drago. Ha un comportamento un po' condiscendente, e sceglie di battere i suoi avversari in fretta, dedicando a loro del tempo solo se sono interessanti o dimostrano di essere una sfida. Sostiene di amare Zeldris, come Chandler adora Meliodas, cosa che infastidisce leggermente Zeldris. È molto potente, poiché è stato in grado di terrorizzare le anime umane nella Sacra Spada, Excalibur, che ha cominciato a tremare di paura alla sua presenza. Il suo potere magico, Risonanza, gli consente di entrare nelle menti altrui e di controllarle, anche a distanza, arrivando persino a uccidere Artur costringendolo ad impalarsi con Excalibur. Dopo che Zeldris viene sconfitto da Escanor e Ludociel, interviene per fermare quest'ultimo dal dare il colpo di grazia al suo allievo. Inizia quindi a combattere contro il leader dei quattro arcangeli riuscendo a sopraffarlo senza troppi problemi, ma sia Cusack che Chandler vengono sopraffatti dal potere di Merlin. Dopo che l'incantesimo di Gowther svanisce i due demoni di alto rango insieme a Zeldris si riprendono e insieme a Chandler si fonde divenendo un'unica entità conosciuto come Demone Originale. Dopo la sconfitta del Demone ad opera di Mael, la fusione si scioglie, e Cusack ucciderà Chandler per impadronirsi dei Comandamenti e consegnarli a Zeldris, venendo subito dopo ucciso dal Re dei Demoni.
Demone Originale (「原初の魔神?, Gensho no Majin)
Doppiato da: Toshihiko Seki (ed.giapponese)
Potentissimo membro del Clan dei Demoni creato dal Re dei Demoni stesso. Esso in passato tentò di usurpare il trono del suo creatore e dopo il fallimento dell'impresa la sua anima ed il suo corpo vennero divisi in due, originando due creature: Chandler e Cusack. Ha l'aspetto di un gigantesco centauro la cui parte inferiore del corpo è leonina, mentre la parte superiore è dotata di quattro braccia ed è ricoperta da un'armatura. Il suo potere Crisi gli consente di aumentare il suo potere magico a dismisura in base alle ferite ricevute. Combatte sia con il bastone di Chandler che con le spade di Cusack. Possiede inoltre anche uno scudo resistentissimo, in grado di reggere attacchi molto potenti (come ad esempio il Sole Crudele di Escanor).

### Demoni di basso rango
Demoni rossi (赤き魔神?, Akaki Majin)
Una delle più basse classe di demoni viste fino ad ora, sono creature massicce, rosse ed obese che possono emettere il Fuoco del Purgatorio, che ha una potenza molto maggiore del fuoco normale. Possiedono anche più di un cuore, rendendoli difficili da uccidere. Un demone rosso è stato visto per la prima volta mentre invadeva la foresta del Re delle Fate venti anni prima dell'inizio della storia, dove ha bruciato la foresta e ucciso Elaine prima che Ban lo uccidesse. Il suo cadavere fu alla fine trovato da Hendrickson, che usò il suo sangue per creare una nuova generazione di Cavalieri Sacri chiamata la "Nuova Generazione".
Demoni grigi (灰色の魔神?, Haiiro Majin)
Superiori ai Demoni Rossi, questi demoni hanno grossi carapaci di colore grigio che li rendono estremamente resistenti, facce circondate da protuberanze a forma di petalo appuntito che assomigliano vagamente a un sole o un fiore stilizzato e ali. Oltre a respirare il Fuoco del Purgatorio, possono utilizzare vari attacchi basati sull'oscurità, come il "Dark Snow", un attacco in cui particelle di neve nera sono disperse nell'aria e uccidono istantaneamente qualsiasi cosa vivente tocchino. Dopo essere stato messo alle strette dai sette peccati, Hendrickson ha consumato il sangue di un Demone Grigio per aumentare enormemente la sua forza e continuare la battaglia. Ha tuttavia perso questo potere dopo la sua sconfitta e il ritorno del Clan dei Demoni.
Demoni blu (青色の魔神?, Aoiro no Majin)
Demoni simili ad uccelli con fisici muscolosi, sono noti per la loro velocità. Come i Demoni Rossi e i Demoni Grigi sembrano agire come servi dei demoni più potenti, sebbene non siano privi di mente e capaci di pensiero individuale. Quattro di loro furono convocati dai poteri di Melascula; alla fine furono tutti uccisi.
Demoni marroni
Sono demoni con fisicità simile ai rossi ma con potere maggiore, sono i più forti dei demoni di basso rango che vengono generati dal comandamento del pacifismo.
Demoni verdi
Demoni ocra
Demoni arancioni
Demini rame

### Albion
Sono demoni abbastanza potenti, con una potenza di circa 7000, sono più potenti dei demoni di basso rango ma non raggiungono neanche di poco il potere di un comandamento, infatti i dieci comandamenti li definiscono anche “vecchi giocattoli”. Raggiungono un’altezza di 70 metri e presentano caratteristiche e corporture uniche del singolo esemplare. Attaccano la Britannia appena dopo la resurrezione dei dieci comandamenti, dato questi stanno non hanno ancora riacquisito del tutto il loro potere. 
Il primo a comparire verrà annientato da Meliodas (con il tesoro sacro Lostvayne) e il secondo da King (con la vera forma della lancia dello spirito Chastiefol, con la quale raggiungerà una potenza di 12.000).

### Vampiri di Edimburgo
Un clan di vampiri che aveva un trattato con il clan dei demoni, ma era stato sigillato in un sarcofago da Zeldris 3000 anni prima e che in seguito; 12 anni prima dell'inizio della storia, hanno rotto il sigillo e hanno conquistato il Regno di Edimburgo, uccidendo tutti i suoi abitanti o trasformandoli in vampiri, compresi i Cavalieri Sacri. Poiché la loro presenza minacciava Lyonesse e tutta la Britannia, i Seven Deadly Sins furono mandati a occuparsene. Si scopre che fu il re vampiro Izraf a rompere il trattato ribellandosi contro il clan dei demoni e Zeldris doveva essere il carnefice, ma invece li sigillò poiché era innamorato di una vampira di sangue reale, Gelda.
Izraf (イ ズ ラ フ?, Izurafu)
Re dei vampiri, nonché colui che guidò la rivolta del suo clan contro i demoni. Possiede un'abilità chiamata Impurità, che gli consente di formare una grande sfera nera attorno al bersaglio, in grado di ucciderlo all'istante, ma che è debole contro i poteri basati sulla luce, come mostrato da Escanor semplicemente rilasciando la pressione del suo Sunshine contro di lui, e la capacità di creare un'armatura di oscurità inespugnabile dal Fuoco del Purgatorio del Clan dei Demoni. Viene ucciso da Escanor.
Gelda (ゲルダ?, Geruda)
Doppiata da: Yūko Kaida (ed. giapponese), Jessica Bologna (ed. italiana)
Membro femminile del Clan dei Vampiri, appartenente alla famiglia reale, che servi il re dei vampiri dodici anni fa, durante il periodo in cui il loro clan controllava il Regno di Edimburgo. In qualche punto del passato, Gelda si innamorò di Zeldris, nonostante disapprovazione del Re dei Demoni. Durante la guerra sacra, il clan dei vampiri fu condannato a morte per la loro fallita ribellione da parte di Izraf, ma Zeldris invece li sigillò per amore di Gelda. Durante lo scontro fra i Sins e i vampiri, Meliodas sceglie di sigillare ancora una volta Gelda fino a quando non sarebbe arrivato il momento giusto in cui lei e Zeldris avrebbero potuto essere di nuovo insieme. Dopo la fine della nuova guerra sacra, Meliodas libera Gelda dal suo sigillo, e questa aiuta i Sins durante lo scontro contro Zeldris posseduto dal Re dei Demoni, al termine del quale i due amanti prendono la loro strada.
Ren (レン?, Ren)
Membro femminile del Clan dei Vampiri, appartenente alla famiglia reale, che servi il re dei vampiri dodici anni fa, durante il periodo in cui il loro clan controllava il Regno di Edimburgo. Ha un grande rancore nei confronti di Zeldris per aver sigillato lei e i vampiri 3000 anni fa e apparentemente credeva che lui e Meliodas fossero la stessa persona. Insieme a Gelda affronta Meliodas, ma viene uccisa dalla sua stessa compagna.
Orlondi (オ ル ロ ン デ ィ?, Orurondi)
Doppiato da: Miyu Komaki (ed. giapponese), Francesca Rinaldi (ed. italiana)
Membro della famiglia reale dei vampiri il cui aspetto ricorda quello di un bambino piccolo, ma con una coda da diavolo ed è vestito con un abito regale. Ha la capacità di usare tubi invisibili per estrarre il sangue dei suoi avversari, questi tubi hanno punte di veleno che paralizzano le sue prede, permettendo di drenare facilmente il loro sangue. Viene ucciso da Ban, e in seguito riportato in vita da Merlin sotto forma di occhio volante in modo da essere usato come mezzo per spiare i nemici.
Ganne e Mod (ガ ン ヌ＆モド?)
Sono due fratelli appartenenti alla famiglia reale dei vampiri. Ganne è di statura elevata ed ha un fisico muscoloso, mentre Mod è più basso. Entrambi combattono contro Diane e King, indeboliti a causa di Ban, ma finiscono per uccidersi a vicenda ingannati dalla magia di Gowther.

## Clan delle Dee
Il Clan delle dee (女神族?, Megami-zoku) sono una delle cinque razze della Britannia, guidata dalla Dea Suprema, è pari in potere al Clan dei Demoni. 3.000 anni prima dell'inizio della storia, come risultato dell'amore fra Elizabeth e Meliodas, il clan della Dee dichiarò guerra al Clan dei Demoni con il sostegno degli umani, dei giganti e delle fate. Sebbene abbiano vinto la guerra, la maggior parte delle dee ha perso i loro corpi fisici, lasciando gli umani come la razza dominante in Britannia in quanto la guerra ha inflitto forti danni anche ai giganti e alle fate. Sono dotate di ali, di numero e dimensioni variabili a seconda della loro potenza e i loro occhi manifestano un triscele quando usano i propri poteri o posseggono un corpo umano. Possono volare, guarire ferite anche mortali, possedere altri corpi e mandare uno spirito indietro nel tempo (tecnica che può essere insegnata ad altre razze).
Dea Suprema (最高 神?, Saiko-shin)
Doppiata da: Kana Kurashina (ed.giapponese)
La divinità che è la rappresentazione assoluta del potere della Luce e del Bene, sovrana del Regno Celeste e madre di tutto il Clan delle Dee. Il suo aspetto è quello di una donna gigantesca (grande quanto il Re dei Demoni), dotata di più ali di qualsiasi dea o arcangelo. La dea è completamente fatta di luce, motivo per cui è impossibile vederne il volto, anche se nel secondo film della serie viene mostrato per un breve istante, sebbene fortemente coperto dall'aura luminosa. Con il suo potere conferì le Quattro Grazie Flash, Tornado, Oceano e Sunshine agli arcangeli Ludociel, Sariel, Tarmiel e Mael per contrastare i poteri dei Dieci Comandamenti. Nemica naturale del Re dei Demoni, l'unica volta in cui la si vede collaborare con l'altra divinità è quando castigano insieme Meliodas ed Elizabeth ponendo la loro maledizione sui due amanti trasgressori.

### Quattro Arcangeli
I Quattro Arcangeli (四大天使?, Yon Daitenshi) sono i membri più forti del Clan delle Dee. Ognuno di loro è in possesso di un potere chiamato "Grazia", donatogli dalla Dea Suprema.
Ludociel (リュドシェル?, Ryudosheru)
Doppiato da: Akira Ishida (ed. giapponese), Stefano Bianchini (ed. italiana)
Il capo dei Quattro Arcangeli e fratello maggiore di Mael, il quarto Arcangelo ucciso da Estarossa. Viene mostrato durante la guerra sacra di tremila anni prima, come un capitano tirannico. Prova un profondo odio verso il Clan dei Demoni e non esita ad ucciderne in massa. La sua Grazia è detta Flash, e gli garantisce di muoversi ad una grande velocità. Nel presente ritorna possedendo il corpo di Margaret e stringendo un patto con Elizabeth e i Seven Deadly Sins. Alla fine si unisce Merlin, Escanor, Hendrickson e Gilthunder per impedire a Meliodas di diventare il nuovo re dei demoni. Combatte Zeldris e lo sconfigge con l'aiuto di Escanor. Tuttavia, quando l'incantesimo della memoria di Gowther svanisce, Ludociel rimane scioccato dall'apprendere ciò che è realmente accaduto con Mael e chiede a Hendrickson di portarlo da suo fratello minore. Viene epurato dal corpo di Margaret da Hendrickson, che chiede di essere usato come suo nuovo ospite, Ludociel lo guarisce invece e combatte la fusione di Cusack e Chandler. Si ricongiunge con Mael per la prima volta da anni quando quest'ultimo lo salva e il resto dei peccati. Dopo lo scontro con il Re dei Demoni, svanisce tra le braccia di Mael.
Sariel (サリエル?, Sarieru)
Doppiato da: Shun Horie (ed. giapponese), Flavio Dominici (ed. italiana)
Un membro degli Arcangeli con l’aspetto di un ragazzino, che lavora spesso in coppia con Tarmiel. A differenza di Ludociel, dimostra di provare maggiore compassione per i Demoni. La sua Grazia è detta Tornado, che gli permette di creare attorno a sé una sfera di vento, che usa per scopi difensivi in modo da distruggere qualsiasi cosa o chiunque cerchi di avvicinarsi a lui, anche individui con poteri rigenerativi. Può anche produrre potenti raffiche di vento per tagliare o far saltare via le persone. Allo scoppio della nuova guerra santa, lui e Tarmiel sono determinati a vendicare Mael ma quando scoprono che l'assassino di Mael, Estarossa è Mael stesso, tentano di salvarlo grazie al piano di Derrieri. Il piano tuttavia fallisce a causa di Tarmiel e che provoca la morte di Derrieri. Ferito da Mael, sparisce tra le braccia di Tarmiel.
Tarmiel (タルミエル?, Tarumieru)
Doppiato da: Satoshi Tsuruoka (ed. giapponese), Luca Airaghi (ed. italiana)
Un Arcangelo dall’aspetto mostruoso, infatti possiede tre teste. Lavora spesso insieme a Sariel e a differenza del suo leader Ludociel, dimostra di provare maggiore compassione per i Demoni. La sua Grazia è chiamata Oceano, e gli consente di creare un oceano per intrappolare i suoi avversari. Questo potere è descritto come il dominio degli dei, uno spazio creato dalle grazie. Inoltre, la grazia gli permette di liquefare il suo corpo per sfuggire ai suoi nemici o rendere gli attacchi fisici inefficaci. Allo scoppio della nuova guerra santa, lui e Sariel sono determinati a vendicare Mael ma quando scoprono che l'assassino di Mael, Estarossa è Mael stesso, tentano di salvarlo grazie al piano di Derrieri. Il piano tuttavia fallisce a causa sua e che provoca la morte di Derrieri. Dopo la scomparsa di Sariel, viene distrutto da Mael.
Mael (マエル?, Maeru) / Estarossa (エスタロッサ?, Esutarossa)
Doppiato da: Hiroki Tōchi (ed. giapponese), Davide Albano (ed. italiana)
Il fratello minore di Ludociel, che venne presumibilmente ucciso da Estarossa durante la guerra di tremila anni prima. La sua Grazia era Sunshine, la stessa che tuttora risiede in Escanor, anche se il legame tra i due è ancora sconosciuto. Mael è in realtà lo stesso Estarossa. Dopo che il demone Gowther pose fine alla guerra santa, cambiò i ricordi dell'Arcangelo e degli abitanti della Britannia per fargli credere di essere sempre stato un demone. Era innamorato della dea Elizabeth e per questo motivo prova una forte gelosia verso Meliodas. Dopo che l'incantesimo di Gowther svanisce Mael riacquista la sua identità e assimila senza problemi i comandamenti in suo possesso per poi cominciare a scatenare la sua furia contro Gowther e King. Nonostante gli sforzi dei presenti per fermarlo, Mael li supera in forza e usa i comandamenti per ottenere più potere, il che porta il suo corpo a iniziare lentamente a logorarsi per via della magia oscura. Tuttavia grazie alle ali mature di King e alla magia di Gowther, Mael riesce a sbarazzarsi dei comandamenti e tornare al suo vecchio se.

### Altre Dee
Nerobasta (ネロバスタ?, Nerobasuta)
Doppiata da: Mamiko Noto (ed. giapponese), Silvia Barone (ed. italiana)
Una Dea sigillata dentro la spada di Denzel Lyonesse. Nonostante il sacrificio di Denzel per permetterle di prendere possesso del suo corpo e combattere i dieci comandamenti, non mostra alcuna cura o empatia per gli umani. Di fronte alla rabbia di Derrierie per il brutale assassinio degli ostaggi demoniaci, ha mostrato vigliaccheria sostenendo di stare solo seguendo gli ordini e ha cercato di fuggire. Questa risposta fa infuriare Derriere, facendo sì che il demone li uccida entrambi.
Elizabeth (エリザベス?, Erizabesu)
Doppiata da: Sora Amamiya (ed. giapponese), Sabine Cerullo (ed. italiana)
Una dea e l'incarnazione originale di Liz e Elizabeth. Apparentemente identica a Elizabeth, ad eccezione della mancanza della frangia sull'occhio destro, è apparentemente il motivo per cui Meliodas tradì il clan dei demoni. Quando viene rivelata la sua relazione con Meliodas, Elizabeth venne ritenuta una traditrice e maledetta per reincarnarsi all'infinito per far soffrire l'immortale Meliodas.
Il suo potere sembra essere la capacità di far perdere a qualsiasi nemico di fronte a lei la volontà di combattere. Sfortunatamente, questo potere permise a Ludociel di uccidere gli ostaggi demoniaci quando tentò di negoziare con i Dieci Comandamenti.

## Clan delle Fate
Il Clan delle Fate (妖精族?, Yōsei-zoku) è una delle cinque razze di Britannia, creato e guidato dall'Albero Sacro, che combatte al fianco dei clan delle dee, degli umani e dei giganti. Sono esseri dall'aspetto fanciullesco, dotati normalmente di ali (più segno di maturità che altro, visto che possono volare anche senza). Possiedono un potere magico individuale, tranne i re (scelti dall'Albero stesso), che possiedono tutti, oltre ad ali più grandi, il potere magico Disastro, utile per la manipolazione della foresta e l'uso della propria lancia spirituale, derivante proprio dall'Albero Sacro. Sono anche in grado di mutare il proprio aspetto. Nascono naturalmente nella natura, in particolare dalle piante che crescono intorno all'Albero Sacro, o addirittura dall'Albero Sacro stesso. Non hanno quindi genitori e quelle nate dalla stessa pianta sono sorelle.
Albero Sacro (神樹?, Shinju)
Noto anche come Albero del Mondo o Albero del Re delle Fate, è l'essere divino che ha creato la foresta del re delle fate e tutto il clan delle fate. Appare come un gigantesco albero fiorente (di dimensioni pari a quelle del Re dei demoni e della Dea Suprema), è il terzo essere ad essere stato creato dal Chaos, dopo il Re dei Demoni e la Dea Suprema. L'Albero Sacro è, in effetti, un essere senziente dotato di mente e volontà proprie. Secondo King, l'Albero Sacro esiste per proteggere il Regno delle Fate e non ha alcun sentimento malvagio. Protegge il regno e i suoi abitanti attraverso il potere del Re delle Fate. È visto come qualcuno che apprezza la purezza di cuore e la volontà di combattere per proteggere una persona cara, motivo per cui ha scelto King e Nasiens. Mostra anche un certo orgoglio, risentendo del fatto che Nasiens non lo abbia immaginato con un aspetto più "divino". L'Albero Sacro possiede un immenso potere magico a causa del quale è considerato un'entità divina, come la Dea Suprema e al Re dei Demoni. Tra i membri del Clan delle Fate, solo pochi eletti sono in grado di attingere a questo potere (come i Re delle Fate). Oltre alle sue capacità fisiche, l'Albero Sacro possiede anche molte qualità uniche: è in grado di auto-guarirsi emettendo polline che funge anche da protezione, mentre il muschio che cresce su di esso è in grado di trasformarsi in forme senzienti per combattere i nemici. Tuttavia, forse la sua più grande impresa è la creazione della Fontana della Giovinezza, un liquido magico che alimenta la Foresta del Re delle Fate e che rende immortali chiunque lo bevesse. Le numerose Lance Spirituali (Chastiefol, Basquias e Darrenheart) possedute dai Re delle Fate possiedono molte delle abilità dell'Albero Sacro, che vengono estratte tramite l'uso del loro potere Disastro.
Elaine (エレイン?, Erein)
Doppiata da: Kotori Koiwai (ed. giapponese), Simona Chirizzi (ed. italiana)
La sorella minore di King, ossia la principessa delle fate. Dopo la scomparsa del fratello, continuò a proteggere da sola la Fonte della Giovinezza per settecento anni. Quando incontrò Ban la prima volta lo scaraventò via innumerevoli volte, ma ebbe come la sensazione che la foresta lo stesse proteggendo. Alla fine, dopo essere rimasta in sua compagnia si innamorò di lui, ma era consapevole di non poter abbandonare la fonte. Ban allora le promise che avrebbe trovato suo fratello e che rimesso lui a guardia del regno delle Fate, l'avrebbe portata via con sé. Tuttavia, quando la foresta venne attaccata da un demone, fu colpita mortalmente e invece di bere l'acqua, decise di sacrificarsi per salvare Ban, a cui affidò l'ultimo seme dell'Albero Sacro. Nella Necropoli salva Ban da suo fratello e spera sempre che un giorno lui tornerà a prenderla come aveva promesso. Verrà resuscitata temporaneamente dai poteri di Melascula, e per questo la sua vita è fortemente legata all'esistenza del demone. Tornerà in vita definitivamente grazie a Ban che sacrifica la sua immortalità.
Oslo (オスロー?, Osurō)
Un segugio nero (una creatura simile a un cane) e animale domestico di King, che è capace di cambiare le sue dimensioni e che può teletrasportare chiunque o qualcosa inghiottendolo.  Anche se non sa parlare, di solito ringhia ogni volta che vuole comunicare ed è compreso da King, Elaine o Hawk. È molto vicino a quest'ultimo, al punto che lo chiama fratello maggiore. Sacrifica la sua vita quando Mael tenta di attaccare King con un'esplosione, tuttavia la sua anima è incantata da Mael, così da poter conservare i ricordi della sua vita precedente nella sua prossima reincarnazione.

## Altri personaggi
Mamma Hawk (ホークママ?, Hōku Mama)
Doppiata da: Kayo Nakajima
Gigantesco maiale verde che trasporta la locanda del Boar Hat sulla schiena. Quando trova una posizione adatta per posizionare il bar, si nasconde sottoterra in modo che solo la locanda poggi sulla superficie. A differenza di Hawk, non può parlare. È straordinariamente potente, essendo in grado di battere i Demoni Rossi e Grigi con facilità e persino consumare il potere di Monspeet senza alcun effetto negativo. Viene successivamente rivelato che essa in realtà è un involucro di fango contenente la volontà di Chaos: il suo corpo si affloscerà al suolo dopo che Chaos si trasferirà nel corpo di Arthur.
Cain Barzad (ケイン＝バルザド?, Kein Baruzado)
Doppiato da: Takashi Inagaki (ed. giapponese), Luca Dal Fabbro (ed. italiana)
Un uomo anziano che incontra i Seven Deadly Sins a Vaizel. In seguito si scoprirà essere un vecchio compagno d'armi di Meliodas del regno di Danafal. Combatté Meliodas dopo aver sconfitto King, e inizialmente pensa che Meliodas (che usava lo pseudonimo di Meliodaf) era il figlio di quest'ultimo fino a quando Meliodas non gli rivelò di essere lui in persona. Ha poi combattuto contro di lui, poiché pensava che Meliodas avesse tradito e distrutto il loro regno insieme ai loro compagni. Tuttavia, Meliodas lo convinse di non aver mai tradito il suo regno e i suoi amici. Credendo alle parole di Meliodas, Cain ammette la sconfitta. Successivamente racconta ad Elizabeth la storia di Liz. Può controllare il fuoco.
Liz (リズ?, Rizu)
Doppiata da: Sora Amamiya (ed. giapponese), Barbara Sacchelli (ed. italiana)
Elizabeth, soprannominata Liz, era un cavaliere di Danafal e l'amante passata di Meliodas, oltre che l'incarnazione passata di Elizabeth. Fu venduta ad un paese nemico come schiava e per questo non si fidava di nessuno. Una notte, fu inviata per lanciare un attacco a sorpresa su Danafal, ma fallì e fu condannata a morte. Tuttavia, fu salvata da Meliodas. Mentre passavano molto tempo insieme, Liz iniziò ad aprirsi a Meliodas e ai suoi amici, e alla fine divenne l'amante di Meliodas. Morì per mano del demone Fraudin durante un attacco che portò alla distruzione di Danafal. Prima di morire tra le braccia di Meliodas, disse di non dimenticare mai i suoi principi. Diede a Meliodas una spada in regalo, ma Meliodas la rifiutò a causa della sua paura di uccidere gli umani, fino a quando Elizabeth non lo persuase a usare la spada. Liz ha una somiglianza con Elizabeth sia nel viso che nella voce, dal momento che Elizabeth è la reincarnazione di Liz.
Arthur Pendragon  (アーサー・ペンドラゴン?, Āsā Pendoragon)
Doppiato da: Sachi Kokuryu (ed. giapponese), Federico Di Pofi (ed. italiana)
Il giovane re, di appena sedici anni, di Camelot, un regno della Britannia. Dopo essersi rifugiata nel suo regno, Merlin è diventata la sua insegnante, instaurando con lui un rapporto madre-figlio. Diventa subito grande amico di Meliodas, combattendo con lui contro i Cavalieri Sacri. Più tardi si unisce ai sette peccati capitali nella loro missione contro i Dieci Comandamenti. È destinato a usare la Sacra Spada Excalibur, che possiede il potere e l'abilità di tutti i suoi ex possessori del passato. Ogni volta che una persona la usa, la sua anima si muove nella lama rendendola più forte, e facendo in modo che la persona successiva diventi abbastanza forte da poterla impugnare. Avendo ammirato Meliodas per tutta la sua vita, rimane deluso quando scopre che il suo idolo ha ceduto alla sua natura demoniaca, ed estrae Excalibur per affrontare lui, Zeldris, Chandler e Cusack, senza successo. Nonostante venga salvato da Merlin, Cusack manipola il corpo di Arthur costringendolo ad impalarsi con Excalibur. Alla morte del Re dei Demoni il ragazzo verrà fatto rinascere da Merlin come Re del Caos, con Excalibur stessa rivelatasi come una "chiave" per accedere al potere del Caos stesso.
Diventa in seguito l'antagonista centrale della serie sequel Four Knights of the Apocalypse in cui, dopo aver portato Merlin e gli altri sopravvissuti di Camelot in un luogo sconosciuto, Arthur ha ricostruito Camelot e cerca di completare la sua utopia eliminando la Britannia dalle razze non umane, mentre al tempo stesso cerca una moglie.
Jenna (ジェンナ?)
Doppiata da: Himika Akaneya (ed. giapponese), Giorgia Locuratolo (ed. italiana)
Una dei capi dei druidi a fianco della sorella Zaneri nella terra sacra di Istar. A differenza di sua sorella, Jenna è energica e mostra interesse per gli estranei, anche prendendoli in giro e scherzando con gli altri. Supervisiona l'allenamento fisico dei sette peccati capitali in preparazione alla loro battaglia contro i Dieci Comandamenti. Viene in seguito rivelato che lei e Zaneri sono dee che hanno perso i loro poteri nella guerra 3000 anni fa, ma hanno potuto prendere in prestito il corpo delle sorelle gemelle che abitano per sfuggire al campo di battaglia.
Zaneri (ザネリ?, Zaneri)
Doppiata da: Haruka Chisuga (ed. giapponese), Virginia Brunetti (ed. italiana)
L'altro capo dei Druidi e la sorella gemella di Jenna. A differenza di sua sorella, Zaneri è molto seria nel suo lavoro come capo dei druidi. Tuttavia, è innamorata di Meliodas e aiuta lui e Elizabeth ad allenarsi mentalmente, per far sì che Meliodas possa riavere indietro la sua forza originale. Viene in seguito rivelato che lei e Jenna sono dee che hanno perso i loro poteri nella guerra 3000 anni fa, ma hanno potuto prendere in prestito il corpo delle sorelle gemelle che abitano per sfuggire al campo di battaglia.
Matrona (マトローナ?, Matorōna)
Doppiata da: Rina Satō (ed. giapponese), Angela Brusa (ed. italiana)
Capo guerriero del Clan dei Giganti e mentore di Diane e Dolores. Conosciuta come la "Zanna della Grande Terra", Matrona è una gigantessa orgogliosa, disposta ad andare in battaglia per difendere il suo onore e impietosa verso i suoi nemici, ma allo stesso tempo, mostra onore e rispetto nei confronti del suo avversario una volta che le ha dato una bella battaglia. Era un'amica dei genitori di Diane e si prese cura di lei quando morirono, ma la sua dura personalità le fece scontrare molto. Quando lei e Diane furono assoldate da un gruppo di Cavalieri Sacri, i cavalieri le ingannarono e cercarono di ucciderle per ottenere prestigio. Salvò Diane da una freccia velenosa e usò l'ultima delle sue forze per abbattere i Cavalieri Sacri prima di morire. Tuttavia, in qualche modo è sopravvissuta ed è apparsa appena in tempo per salvare Diane da Galand e Monspeet a costo della sua gamba destra. Viene rivelato che è stata salvata e curata da Zalpa, un barbaro che Diane ha risparmiato prima dell'incidente con i cavalieri. Essendo stata salvata, la sua visione generale delle cose è cambiata e ora lei lo aiuta a crescere i suoi figli Della e Sol. Quando i suoi figli adottivi si ammalano, viene accompagnata da Diane nella ricerca di una cura, partecipando al torneo preparato da Drole e Gloxinia.
Zhivago (ジバゴ?, Jibago)
Doppiato da: Junichi Suwabe (ed. giapponese), Alessandro Messina (ed. italiana)
Un uomo-volpe che è stato imprigionato nella prigione di Aberdeen e che ha cresciuto Ban e gli ha insegnato a rubare.  Considerò Ban come suo figlio. È anche colui che ha raccontato a Ban della fonte della giovinezza nella foresta del Re delle fate. Un giorno fu costretto a scegliere se salvare Ban da persone che lo avevano catturato, o suo figlio Selion da un gruppo di cacciatori, scelse quest'ultimo ma era troppo tardi, e Selion morì tra le sue braccia e credette di aver perso entrambi. 30 anni dopo Ban e Jericho lo trovarono mentre "veniva derubato" ed alla fine della sua vita a causa di una malattia, e dopo aver raccontato la sua storia, Ban rivelò la sua identità al padre adottivo. Dopo una breve, ma commovente riunione, Zhivago muore di fronte a suo figlio adottivo. In seguito sacrifica la sua anima per salvare l'anima di Ban dall'essere mangiata da Galand, pur sapendo che non avrebbe mai più rivisto il suo vero figlio Selion.
Chaos (混沌?, Konton)
Un'entità antica e onnipotente che ha creato il mondo e tutte le razze dal nulla. Il Chaos stesso è una volontà, quindi non ha forma fisica. Viene descritto da Merlin sia come "l'oscurità che i Demoni temono, sia come la luce che le Dee adorano". Nato tra antiche stelle lontane, il Chaos creò il mondo e in seguito creò il Re de Demoni, la Dea Suprema e l'Albero Sacro, che a loro volta avevano creato i propri regni e le razze dei Demoni, delle Dee e delle Fate. In seguito creò i Giganti, ma rimase deluso perché erano estremamente selvaggi e schiavi del loro potere e non sapevano altro che infliggere dolore. Ha quindi deciso di creare gli esseri umani inserendo in loro tutti i sentimenti, positivi e negativi. Sebbene inferiori rispetto alle altre quattro razze, gli esseri umani furono la razza che più si avvicinò alla sua natura, soprannominandoli così la sua più grande creazione. La Dea Suprema e il Re dei Demoni erano pieni di gelosia e apprensione per il Chaos, temendo che l'amore e il rispetto che le loro razze avevano per loro sarebbero stati rubati dal loro creatore. Pertanto i due dei si unirono e, non potendo sconfiggere il Chaos anche insieme, lo sigillarono, permettendo loro di essere i due sovrani del mondo e ritenuti le entità più potenti esistenti. Tuttavia, poiché il Caos non era un'entità fisica, non fu veramente sigillato, ma venne ad esistere all'interno di un guscio di muschio che sarebbe stato conosciuto come la Madre del Chaos e in seguito Mamma di Hawk. Ad un certo punto, creò sia la Signora del Lago, un'entità onnisciente intrappolata nel Lago di Salisbury; e Cath Palug, un gruppo della volontà distruttiva del Chaos che desiderava prendere per sé il potere del suo creatore. Alla fine, ad un certo punto, il Chaos scelse Arthur Pendragon per diventare il "Re del Chaos", rendendolo il suo ospite fisico e il detentore del suo potere. Il Chaos è l'entità più potente dell'universo, più potente persino del Re dei Demoni, della Dea Suprema e dell'Albero Sacro. Nonostante esista solo come volontà, il suo potere è incommensurabile e sembra essere capace di fare e creare apparentemente qualsiasi cosa; si dice che abbiano creato il mondo stesso e le razze dal nulla per capriccio. Il suo potere è così grande che nemmeno il Re dei Demoni e la Dea Suprema insieme sono capaci di distruggerlo, l'unica cosa che riuscirono a fare fu solo riuscire a sigillarlo. L'unica debolezza del Chaos è che essendo un essere fatto di pura volontà, e quindi incorporeo, ha bisogno di un corpo ospite per rincarnarsi.
Cath (キャス?, Kyasu)
Doppiato da: Aoi Yūki (ed. giapponese)
Una misteriosa creatura simile a un gatto che Arthur ha acquisito come familiare durante il suo addestramento in Istal, tenendolo in vita mentre è in costante contatto fisico. Ma Cath è in realtà un essere nato dal Chaos chiamato Cath Palug (キャス・パ リ ー グ?, Kyasu Parīgu), un'incarnazione di avarizia e distruzione che non può essere uccisa in alcun modo. Cath desidera diventare il re del caos e ha protetto Arthur solo per mangiarlo una volta resuscitato come vessillo del caos. Cath divora il braccio di Arthur per acquisire un frammento di caos mentre i Sins lo tengono a bada fino a quando Arthur decide di usare il suo potere per assorbire Cath nel caos da cui è stato creato.
Dama del Lago (湖の姫?, Mizuumi no Hime)
Doppiata da: Sayaka Ōhara (ed. giapponese)
Conosciuta anche come Sacerdotessa del Caos (混沌の巫女?, Konton no Miko), è un essere del caos che vive nei confini del lago di Salisbury e si dice che abbia conferito la spada Excalibur al re Carfen. Dopo la morte del Re dei Demoni, Merlin porta il corpo di Arthur sul Lago Salisbury per essere rianimato dalla Dama come "Re del Caos". Dopo che Meliodas ha chiesto risposte alle azioni di Merlin di far rivivere Arthur come vessillo del caos, la Dama rivela l'intera storia e gli obiettivi della strega a lui e agli altri Sins.